# Rotterdam
Rotterdam (verkürzt auch R’dam) ist mit 672.330 Einwohnern (Stand: 1. Januar 2025) nach Amsterdam die zweitgrößte Stadt der Niederlande. Die Region Rotterdam umfasst etwa 1,75 Millionen Einwohner. Rotterdam ist aufgrund des größten Seehafens Europas ein bedeutender Verkehrsknotenpunkt für den Güterverkehr. Neben Amsterdam und Den Haag ist Rotterdam zudem eines der kulturellen Zentren der Niederlande. Rotterdam verfügt über eine Universität, mehrere Fachhochschulen, eine Musikhochschule und eine Kunstakademie. Sie ist die führende Industrie- und Handelsstadt der Niederlande. Auffällig ist die Rotterdamer Skyline, die sich seit Mitte der 1980er Jahre entwickelt hat.

## Geographie

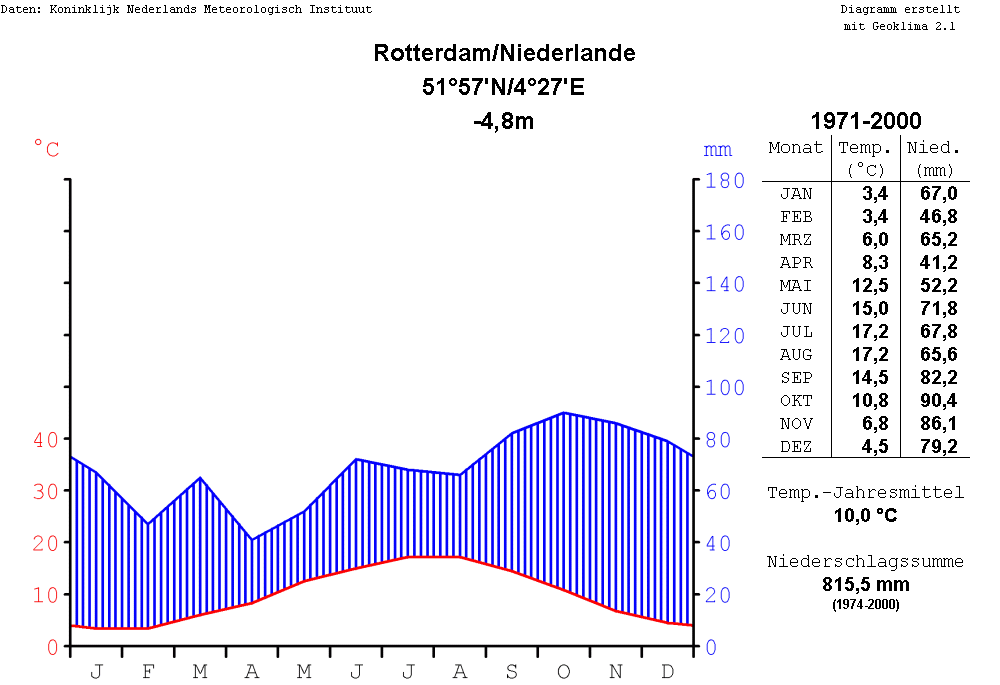
Klimadiagramm von Rotterdam

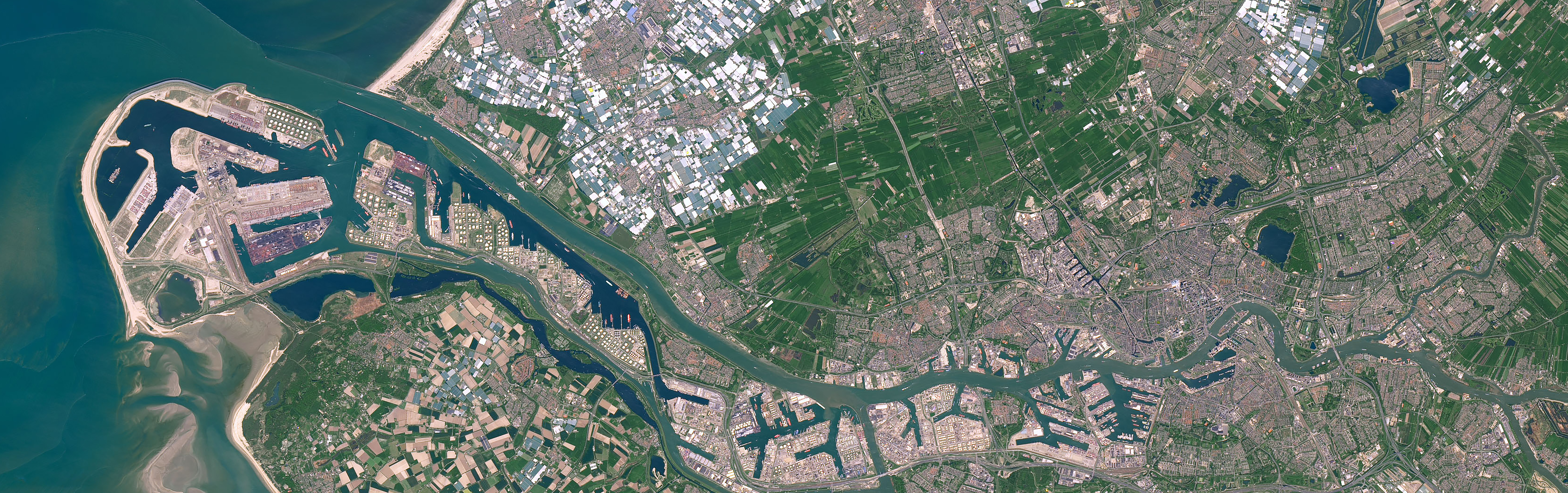
Satellitenaufnahme von Rotterdam und Umgebung

Rotterdam liegt in den westlichen Niederlanden in der Provinz Südholland an der Mündung des Rheins in die Nordsee (Rhein-Maas-Delta) und gehört zum Ballungsraum Randstad. Zur engeren Stadtregion Rotterdams zählen große Nachbarstädte wie Schiedam, Vlaardingen und Dordrecht.
Rotterdam liegt größtenteils unter dem Meeresspiegel und ist durch Deiche geschützt. Der Prins Alexander Polder liegt etwa sechs Meter unter dem Amsterdamer Pegel. Der tiefste bewohnte Punkt der Niederlande mit -6 m NAP liegt im Rotterdamer Stadtgebiet, der tiefste Punkt der Niederlande (einschließlich der unbewohnten Flächen) mit -6,74 m NAP liegt knapp östlich der Stadtgrenze im Ort Nieuwerkerk aan den IJssel. Der höchste Punkt der Stadt liegt etwa sechs Meter über den angrenzenden Poldern, aber auch nur zwei Meter über dem Meeresspiegel. Rotterdam muss beständig durch Pumpen entwässert werden, da der natürliche Grundwasserspiegel sonst oberhalb des Straßenniveaus liegen würde.
Der Fluss Nieuwe Maas, ein Hauptarm des Rheindeltas, teilt die Stadt in einen nördlichen und einen südlichen Teil. Anders als der Flussname vermuten lässt, ist die Nieuwe Maas ein Rhein-Arm, in ihr fließt seit der letzten Südverlagerung von Rhein und Maas kaum Maaswasser. Das eigentliche Stadtzentrum liegt am nördlichen Ufer des Flusses; der südliche Stadtteil wird vom Hafen und ehemaligen Siedlungen der Hafenarbeiter geprägt. Erst in den letzten Jahrzehnten begann das Zentrum, sich auf die Stadtteile am südlichen Ufer auszudehnen, besonders auf den Teil De Kop van Zuid („Kopf des Südens“ – also der nördlichste Teil des Südufers).
Die Nieuwe Maas wird von mehreren Brücken und Tunnel gequert. Diese sind von West nach Ost (flussaufwärts):
- Maasdeltatunnel (2024)
- Beneluxtunnel
- Maastunnel
- Erasmusbrug
- U-Bahn-Tunnel
- Willemsspoortunnel
- Willemsbrug
- Van Brienenoordbrug

Der für die Stadt namensgebende Fluss Rotte fließt nicht mehr in die Nieuwe Maas. Seit dem Bau der zweiten U-Bahn-Linie in den 1980er Jahren wird er durch eine Rohrleitung in den Fluss gepumpt, da sonst Probleme mit der Streckengestaltung entstanden wären.
Zwischen dem eigentlichen Stadtgebiet und der Nordsee liegt entlang der Nieuwe Maas und des Nieuwe Waterwegs das extensive Hafengebiet der Stadt, das bis Hoek van Holland reicht.
Rotterdam hat elf Gemeindebezirke: Charlois (inklusive Heijplaat), Delfshaven, Feijenoord, Hillegersberg-Schiebroek, Hoek van Holland, Hoogvliet, IJsselmonde, Kralingen-Crooswijk, Noord, Overschie und Prins Alexander (mit 85.000 Einwohnern der bevölkerungsreichste Bezirk). Zwei weitere Viertel, Centrum und Pernis, besitzen keinen Status als offizieller Gemeindebezirk.

## Geschichte

Karte von Rotterdam, 1690

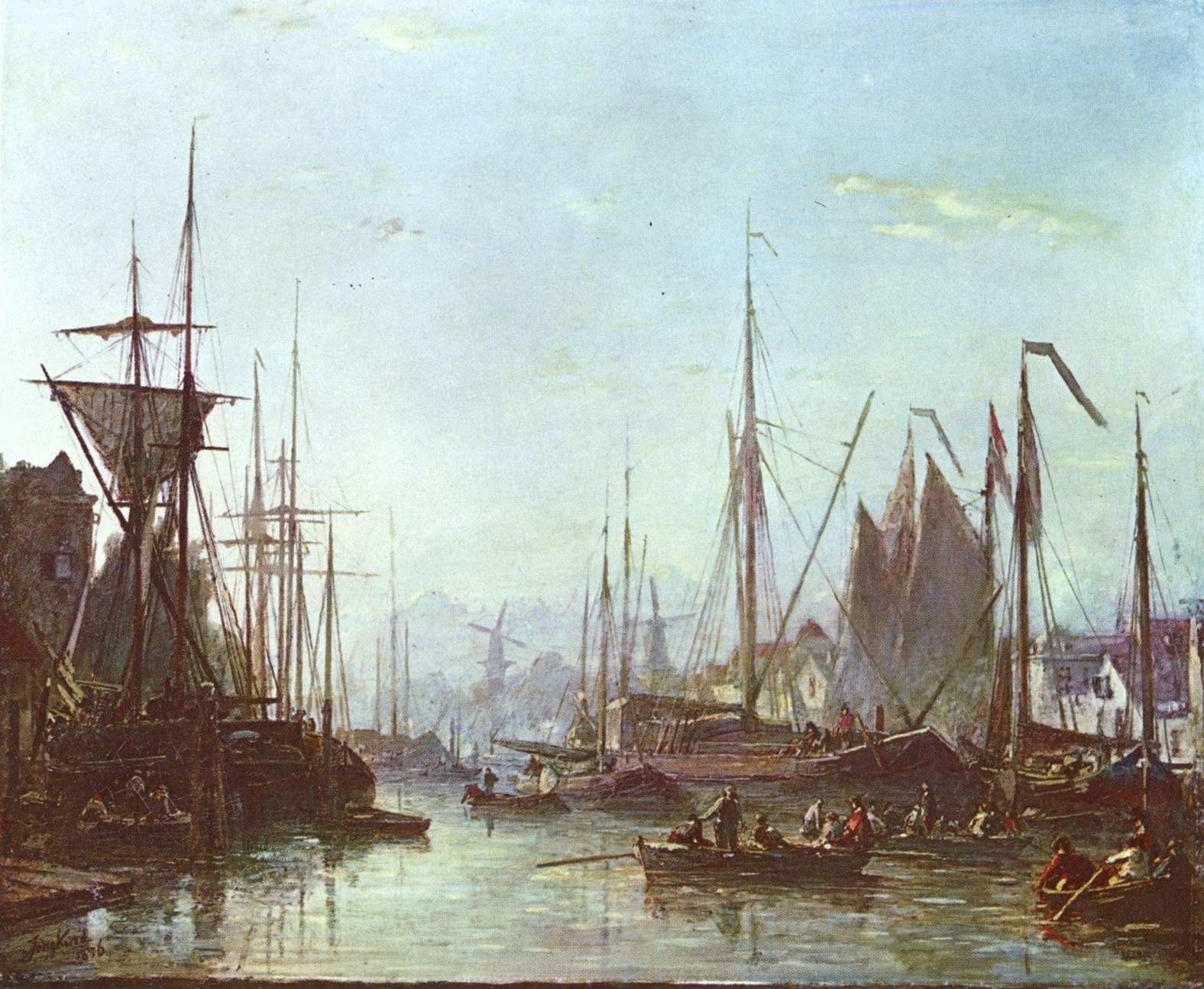
Johan Barthold Jongkind: Rotterdam (1856)

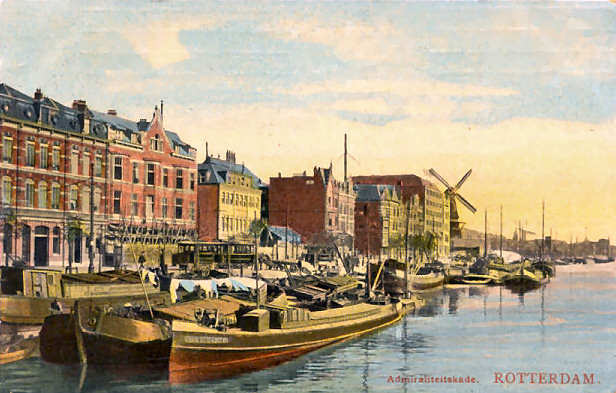
Historisches Rotterdam: Ansicht auf die Admiraliteitskade (um 1900)

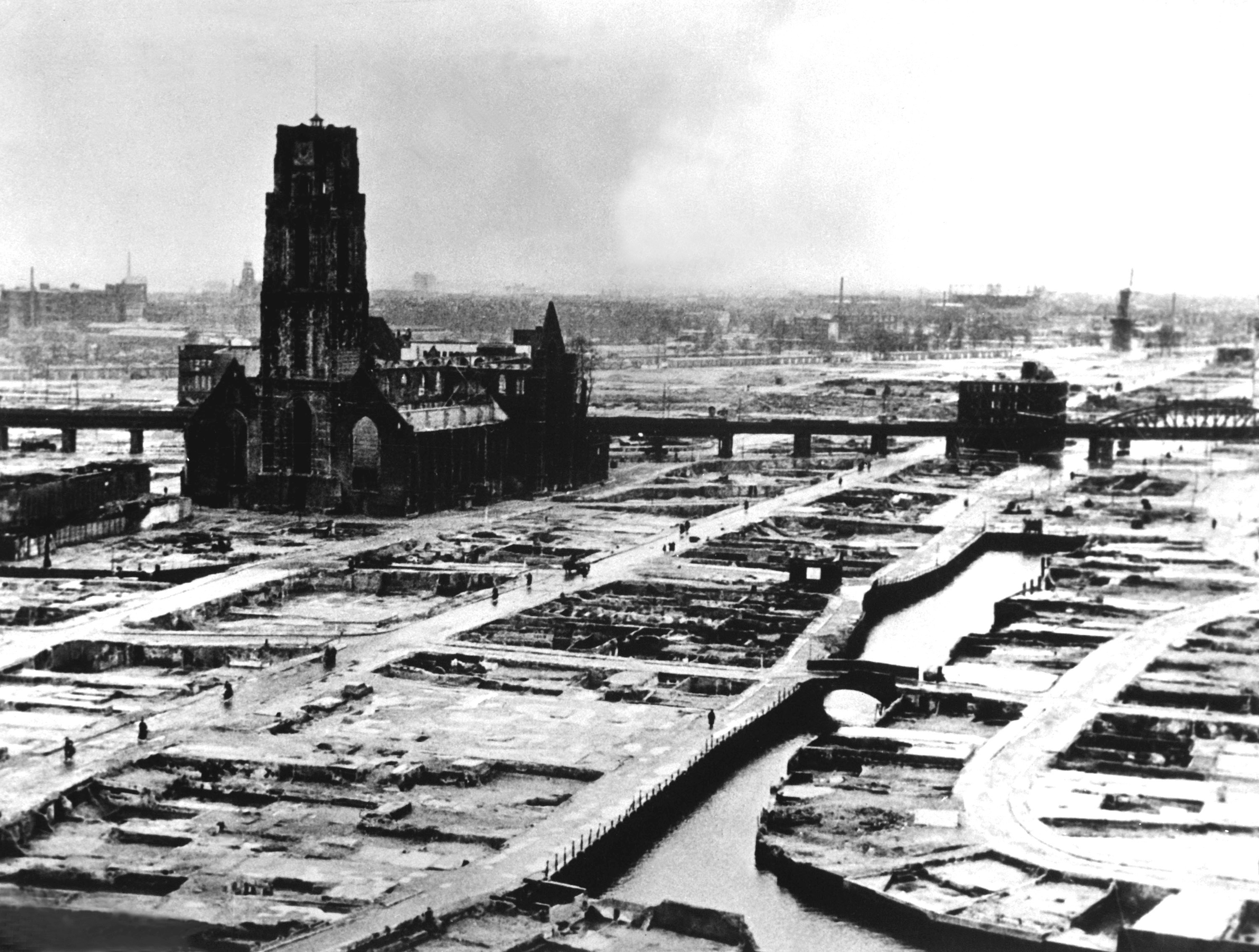
Nach der Zerstörung vom 14. Mai 1940

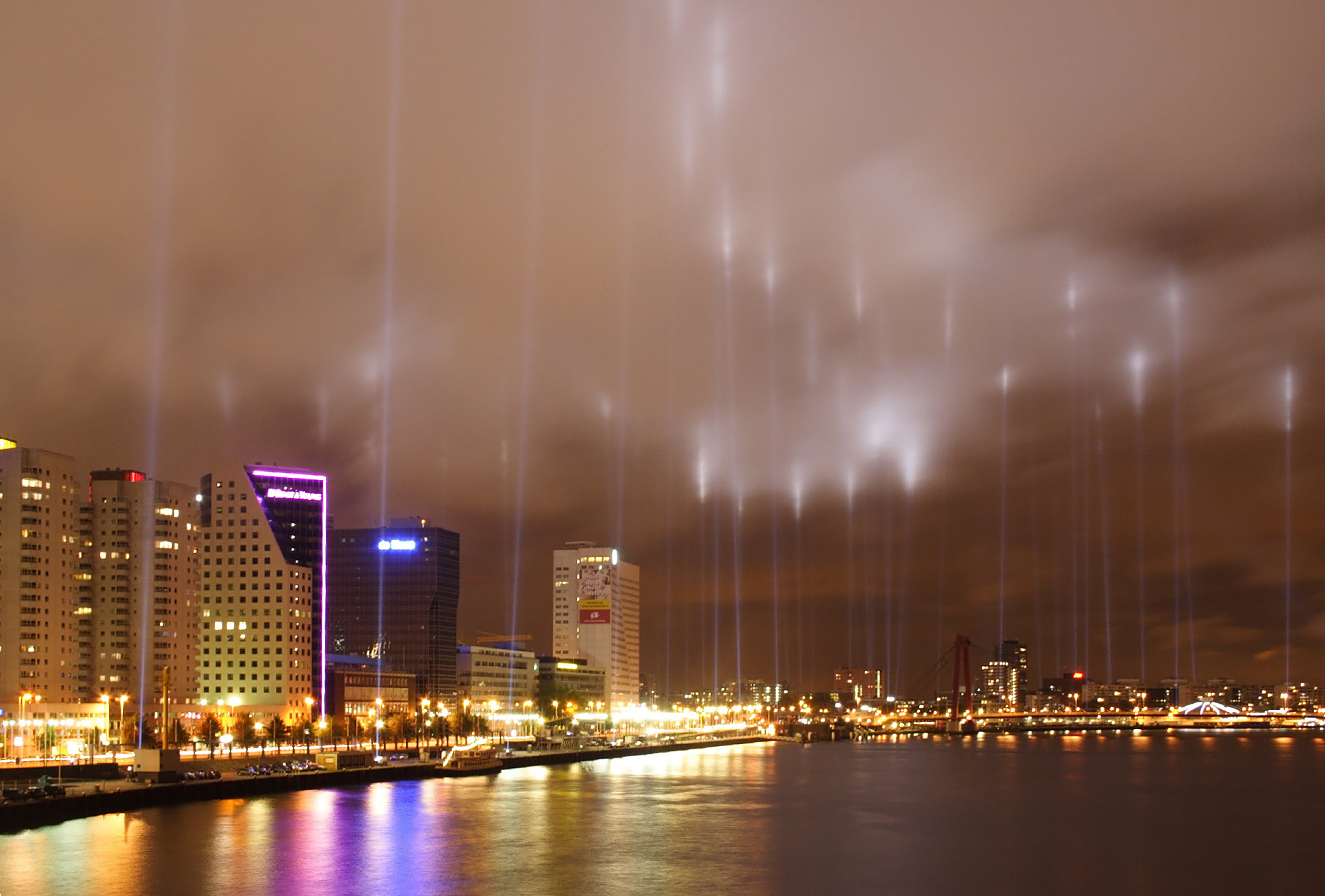
Lichtinstallation am 15. Mai 2007 zur Erinnerung an die Bombardierung vor 67 Jahren

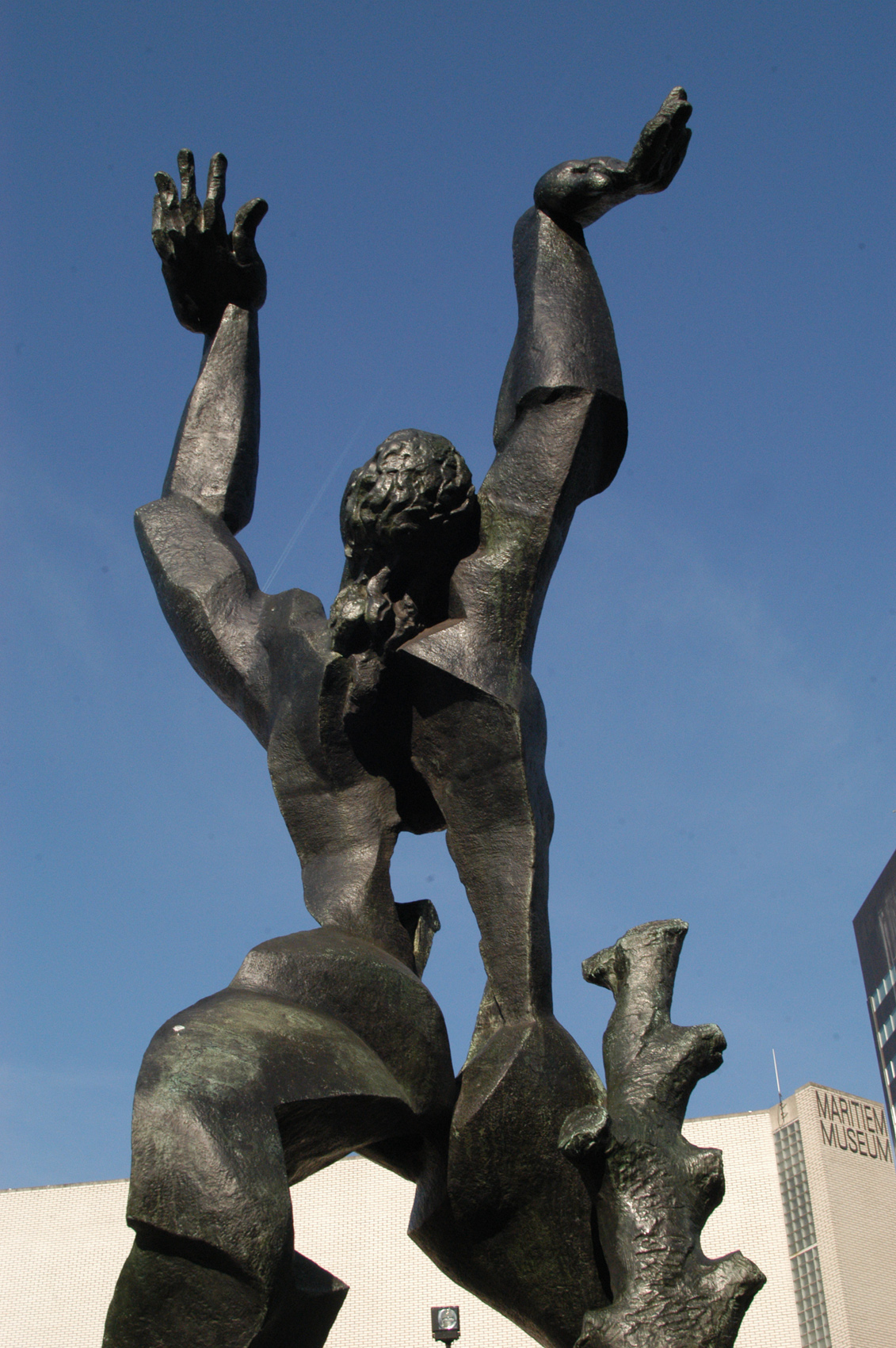
Ossip Zadkines Die zerstörte Stadt

### Zwischen der Gründung im 13. Jahrhundert und dem Ende des 19.Jahrhunderts
Rotterdam wurde 1230 gegründet, als ein Damm am Fluss Rotte gebaut wurde. Die ersten Siedler waren wahrscheinlich Heringsfischer, die hier ihren Fang umluden. Nach dem Erhalt der Stadtrechte 1340 entwickelte sich die Stadt wegen ihrer günstigen geografischen Lage schnell zu einer reichen Handelsstadt. Die erste Stadtbefestigung stammt aus dem Jahr 1359. Unter den Grafen von Avesnes und ihren Nachfolgern, den Wittelsbachern der Linie Bayern-Straubing, erlebte Holland eine Periode des Wohlstands, die mit dem Eindringen der burgundischen Macht beendet wurde – 1433 fiel Holland an Philipp den Guten, der es von Brüssel aus regierte.
Während des Krieges mit Spanien in den 1570er Jahren war Rotterdam eine der wenigen Hafenstädte mit freiem Zugang zum Meer.
Der Hafen wuchs weiter, bestimmender Zeitpunkt für die Entwicklung zum größten Hafen Europas war allerdings der Bau des Nieuwe Waterwegs 1853. Damit war ein schleusenloser offener Kanal zur Nordsee geschaffen und Rotterdam wurde zum wichtigsten Im- und Exporthafen für die rasch expandierende Industrie im rheinaufwärts gelegenen Ruhrgebiet. Damals prägten fast ausschließlich Händler die Stadtpolitik, im Stadtrat stellte diese Gruppe bis 1880 über 90 % der Mitglieder, wobei die Dynastien Mees, Stolk und Van Oordt einflussreich waren.

### Hafen und Wirtschaft sorgen für enormen Aufschwung ab dem 20.Jahrhundert
Zuerst dehnte sich die Stadt mit dem Bezirk Feijenoord auf die Südseite der Nieuwe Maas aus, dann folgten Rijnhaven, der große Teile des alten Dorfs Katendrecht beanspruchte (1894), Maashaven (1905), der eine vollkommen neue Dimension für große Hafenbecken in Rotterdam eröffnete, der Waalhaven 1919 für Kohle, Erz und Getreide, 1923 der Merwehafen, 1929 der erste Ölhafen, dem 1936 die Ansiedlung der ersten Raffinerie folgte, sowie 1938 der zweite Ölhafen. In den Jahren zwischen 1869 und 1913 vervierfachte sich die Bevölkerung von 116.000 auf 462.000.
Neben der besseren Anbindung an die Nordsee rückte Rotterdam durch den wirtschaftlichen Aufschwung Deutschlands und vor allem des Ruhrgebiets auch in die Mitte der europäischen Industrie. Lag die Stadt während der industriellen Revolution am Rande der Prosperitätszone, begann sie seit der Gründerzeit in der Mitte des Handelswegs Großbritannien-Ruhrgebiet zu liegen, zudem am strategisch wichtigen Übergang vom See- zum Fluss- und Eisenbahnverkehr.

### Zerstörungen im Zweiten Weltkrieg und Wiederaufbau
Im Zweiten Weltkrieg wurde die Innenstadt von Rotterdam beim deutschen Luftangriff vom 14. Mai 1940 und den darauf folgenden Bränden annähernd vollständig zerstört. Etwa 800 Menschen starben, 80.000 Rotterdamer wurden obdachlos. Im Stadtbereich wurden 260 Hektar dichter Bebauung zerstört; hier befanden sich 25.000 Wohnungen, 70 Schulen, 2400 Geschäfte und 2000 Büros. Einzig die massiver gebauten Gebäude von Rathaus, Post, Börse und St.-Laurentius-Kirche blieben, wenn auch schwer beschädigt, erhalten. Deren Mauern wurden nach der deutschen Besetzung der Stadt dann „auf Befehl des Führers unter Kunstschutz gestellt“. Weitere kleinere Luftangriffe, diesmal der Alliierten, folgten im Oktober 1942 und am 31. März 1943, bevor wiederum die Deutschen 1944 große Teile der Hafenanlagen zerstörten. Auch der Hafen litt unter dem Angriff, der 35 % der Kaimauern, 45 % der Umschlagkapazität und 40 % der Lagerräume zerstörte.
Der Angriff der Luftwaffe ist auch heute noch im Gedächtnis der Einwohner von Rotterdam tief verankert. Das alte Rotterdam verschwand weitgehend und wurde modern wiederaufgebaut. So gehörte der Hafen nach dem Wiederaufbau zu den modernsten Europas und expandierte weiter. Kurz darauf folgte mit dem Botlek-Projekt der nächste Ölhafen, dessen Industriegebiete aber schon neun Monate nach Fertigstellung komplett ausgefüllt waren. Erst das Mammutprojekt des Europoorts, ein 15 Kilometer langer Hafen, dem zwei Dörfer und ein Naturschutzgebiet weichen mussten, stellte die gewünschten Flächen für die chemische Industrie her, die sich in Rotterdam ansiedelte.
Im Jahr 1962 löste die Stadt mit einem Jahresumschlag von 92 Millionen Tonnen New York als größten Hafen der Welt ab. 1967 landete das erste transatlantische Containerschiff im Hafen, die Stadt und ihr Hafen expandierten weiter.
Die Erste Maasvlakte wurde von 1970 bis 1985 auf einer Sandbank aufgeschüttet, die Fläche im Hafengebiet vergrößerte sich von 3000 auf 10.000 Hektar. Zwischen 2008 und 2013 wurde eine Zweite „Maasvlakte“ gebaut, wodurch die Anbaufläche auf 12.000 ha erweitert wurde. Der Hafen Rotterdam ist nun der größte Seehafen der Welt und der größte Tiefwasserhafen Europas und hatte im Jahr 2020 einen Seegüterumschlag von 436,8 Millionen Tonnen. Für die zentrumsnahen Hafengebiete wurden neue Konzepte zur Integration ins Stadtbild gesucht wie zum Beispiel das Kop van Zuid.
1973 wurde die Universität Rotterdam (EUR) gegründet, nachdem Rotterdam eine der größten westlichen Städte ohne Universität gewesen war. Der Campus Woudestein beherbergt (unter anderem) die Rotterdam School of Management. Der Campus Hoboken von EUR beherbergt das Dijkzigt (Allgemeine) Krankenhaus, das Erasmus MC Sophia (Krankenhaus für Kinder), die Daniel den Hoed-Klinik (Krebsinstitut) und die medizinische Fakultät der Universität. Sie werden gemeinsam als Erasmus Medizinisches Zentrum bezeichnet.

## Bevölkerung

### Herkunft, Alter, Einkommen
Die Bevölkerung Rotterdams ist hinsichtlich Herkunft und kulturellem Hintergrund sehr vielfältig. Rotterdam ist die einzige Stadt der Niederlande, in der sich das Durchschnittsalter der Bevölkerung nach 2000 verringert hat. Ursache dafür ist vor allem die Zuwanderung aus der Türkei, Marokko und Suriname.
Als erste Stadt in den Niederlanden erhielt Rotterdam am 1. Januar 2009 mit dem niederländischen Staatssekretär für Soziale Angelegenheiten, Ahmed Aboutaleb (PvdA), einen Bürgermeister marokkanischer Abstammung mit zwei Staatsangehörigkeiten.
Offiziell ist nur etwas mehr als die Hälfte der Bewohner ohne Migrationshintergrund (in den Niederlanden wird das als autochthon bezeichnet). Die größten allochthonen Bevölkerungsgruppen sind Einwanderer aus den ehemaligen niederländischen Kolonien (vor allem aus Suriname und den Niederländischen Antillen) sowie Gastarbeiter aus der Türkei, Marokko und Kap Verde (Zahlen vom 1. Dezember 2005: Gesamtbevölkerung: 589.156, Autochthone 318.672, Surinamesen 52.377, Türken 40.820, Marokkaner 34.281, Antillianer/Arubaner 20.390, europäische Mittelmeer-Anrainerstaaten 18.127, Kapverdier 14.919, übrige Allochthone 97.543).
Etwa 6000 Rotterdamer sind Deutsche oder deutscher Abstammung. Viele von ihnen kamen entweder als Gastarbeiter (nach dem Zweiten Weltkrieg und in den 1990er Jahren, als in den Niederlanden viele Arbeitskräfte gesucht wurden) oder als Studenten, um an einer der Rotterdamer Hochschulen zu studieren.
Während das Durchschnittseinkommen der Bewohner des Stadtgebiets niedriger ist als in den restlichen Niederlanden, ist es im Umland der Stadt höher. In der Stadt selbst aber beziehen etwa zehn Prozent der Einwohner Leistungen des Sozialamts (verglichen mit etwa drei Prozent in den gesamten Niederlanden) und selbst in der Gruppe der 15- bis 34-Jährigen liegt der Anteil bei acht Prozent.

### Bevölkerungsentwicklung
Rotterdam expandierte insbesondere in der Zeit des späten 19. und des frühen 20. Jahrhunderts, als die Stadt zum wichtigsten Industriehafen Europas aufstieg. Allein zwischen 1900 und 1930 stieg die Einwohnerzahl von 318.000 auf 580.000, mit dementsprechenden Problemen für die Stadtplanung.
Zuwanderung aus Nicht-EU-Staaten beschäftigt die Stadt seit den 1970er Jahren. Unruhen im Stadtteil Afrikaanderwijk und immer wieder auftretende Skandale bei der Unterbringung der Gastarbeiter veranlassten die Stadtverwaltung, sich mit dem Thema zu beschäftigen. Seit 1972 besteht eine Migrationsbehörde, 1978 folgte mit dem Memorandum zu Migranten in Rotterdam (Nota Migranten in Rotterdam) ein erster offizieller Plan. Die Rotterdamer Stadtverwaltung verfolgte mit diesem und späteren Projekten stets eine Politik starker Integration, wenn nicht gar Assimilation. Besondere Vorkehrungen und Einrichtungen für Migranten sollten vermieden werden.
Die Prognosen der Stadt Rotterdam gingen von einer Zunahme der allochthonen Bevölkerung auf 57,2 % im Jahr 2017 aus. Nicht eingerechnet in diese Zahl ist die dritte Generation, die 2017 etwa 3,3 % ausmachen wird.

### Demographische Entwicklung
| Jahr      | 2000    | 2010    | 2011    | 2012    | 2013    | 2014    | 2015    | 2016    | 2017    | 2018    | 2019    | 2020    | 2021    | 2022    |
| --------- | ------- | ------- | ------- | ------- | ------- | ------- | ------- | ------- | ------- | ------- | ------- | ------- | ------- | ------- |
| Einwohner | 592.673 | 593.049 | 610.385 | 616.260 | 616.295 | 618.355 | 623.652 | 629.606 | 634.660 | 638.712 | 644.618 | 651.157 | 651.631 | 655.468 |

Quelle:

## Wirtschaft und Verkehr

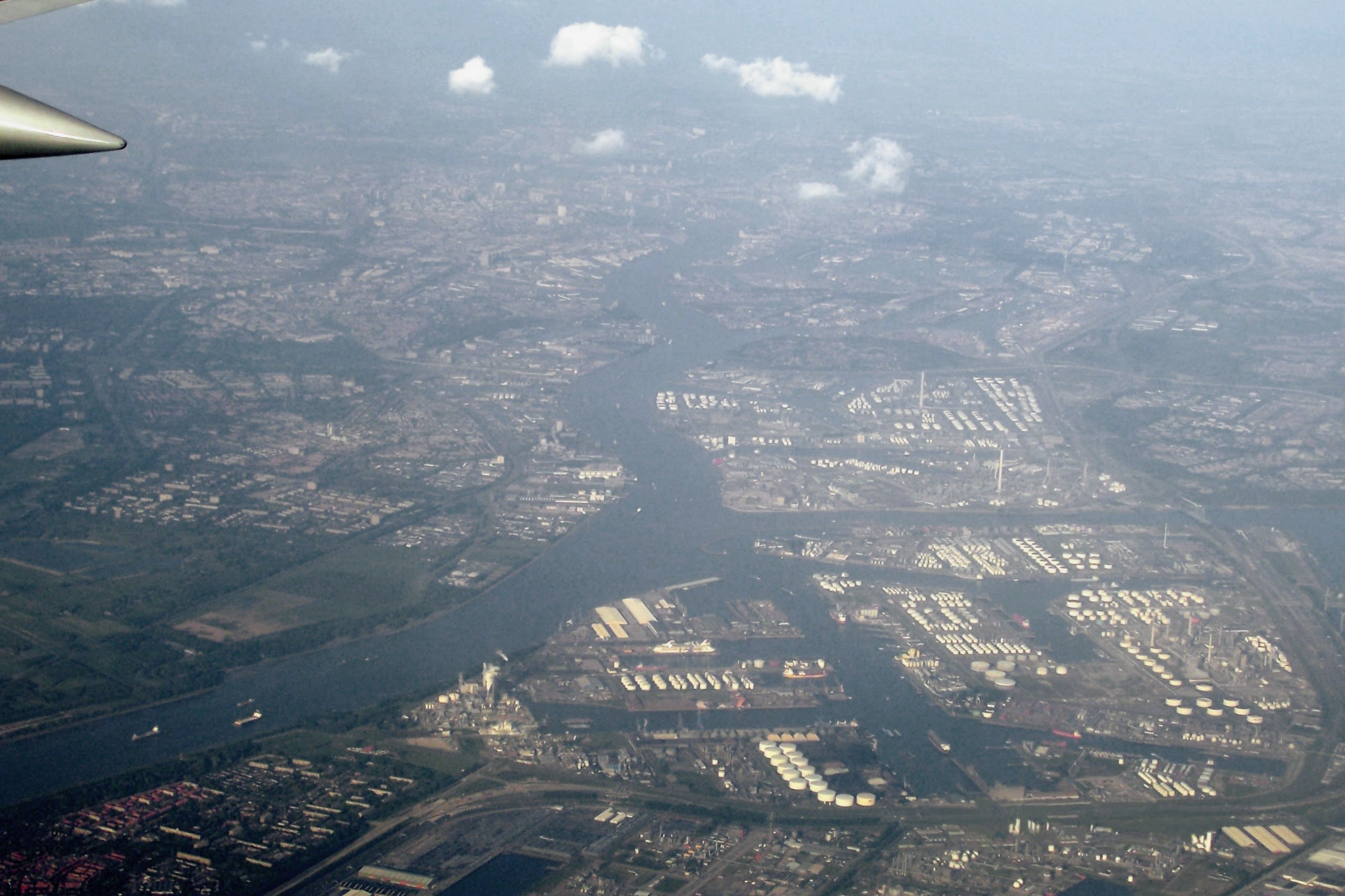
Luftbild des Rotterdamer Hafens

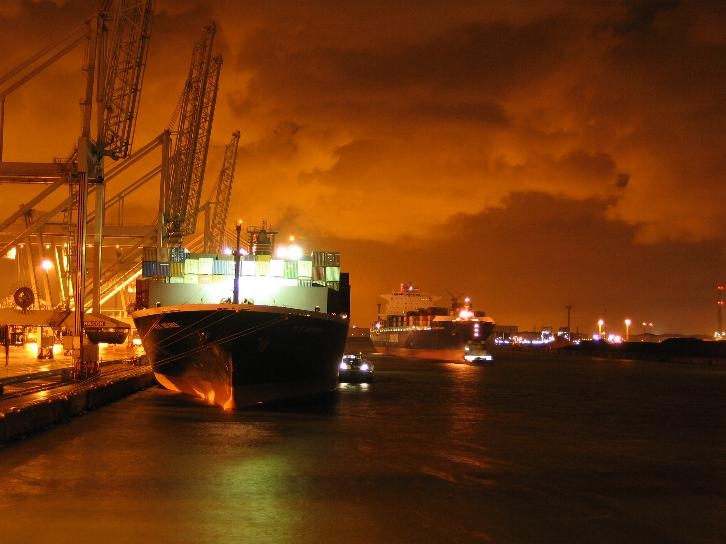
Einer der Rotterdamer Häfen bei Nacht

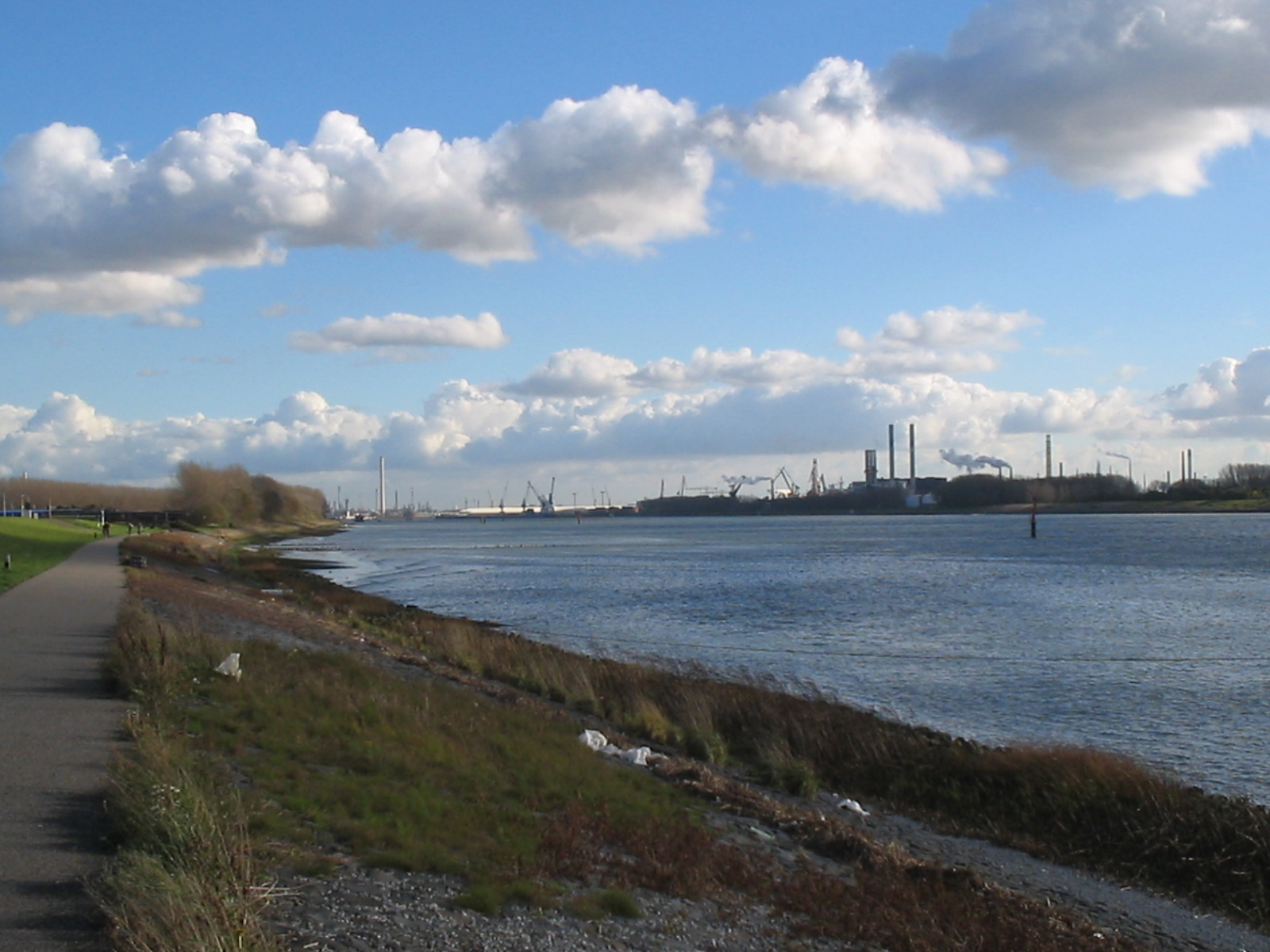
Nieuwe Waterweg

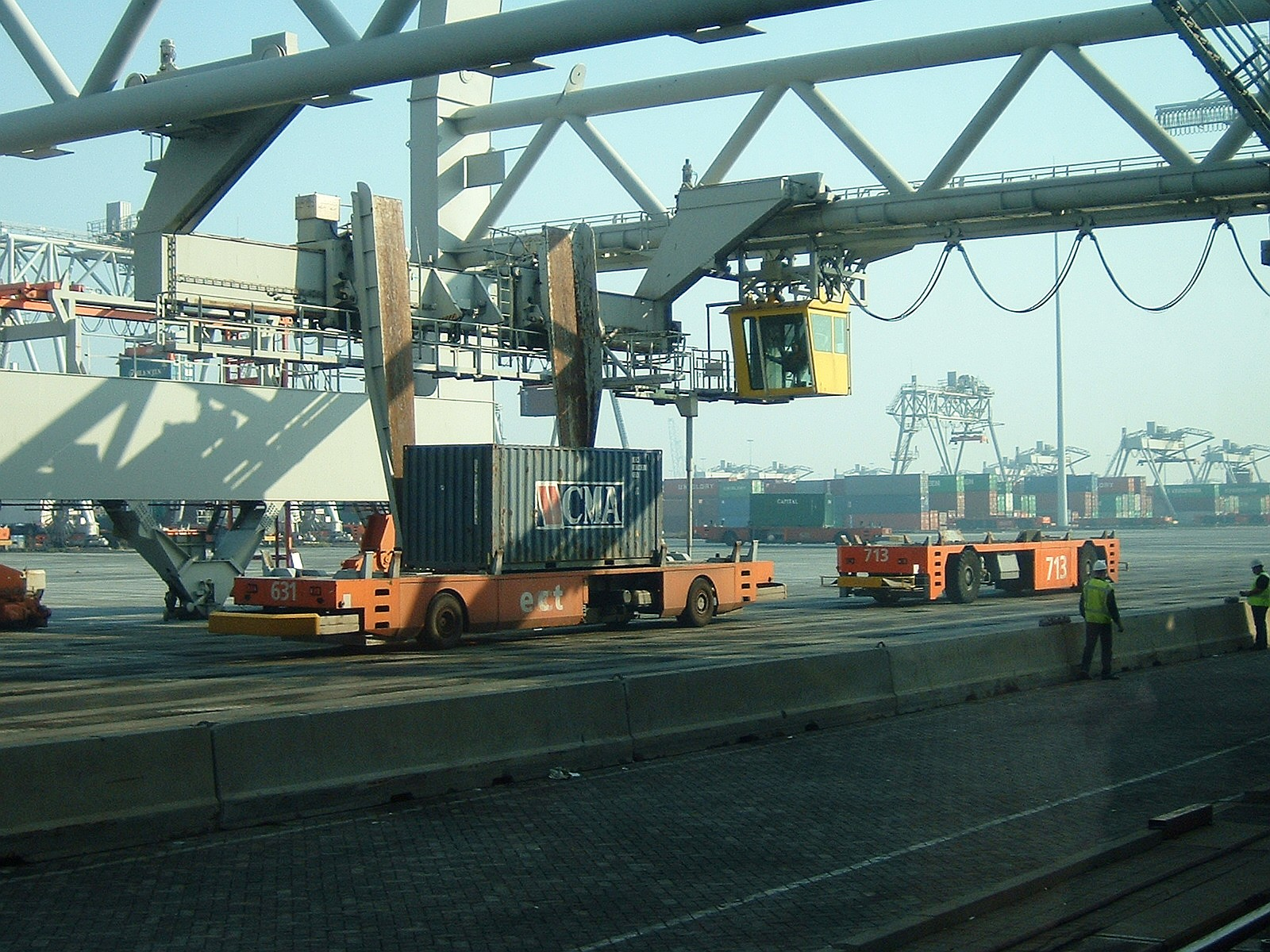
Automatische Containerterminals

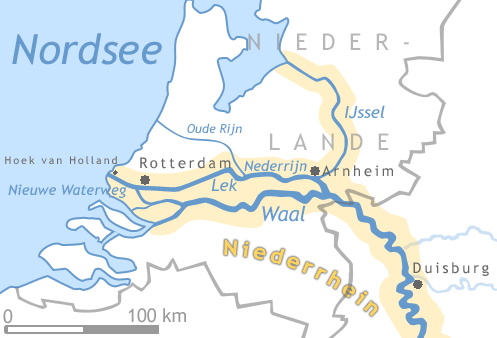
Karte des Niederrheins

### Wirtschaftsstruktur
Bestimmender Wirtschaftsfaktor Rotterdams ist der Hafen, als dessen Hinterland nicht nur die Niederlande gelten, sondern auch noch große Teile Deutschlands und Teile Westeuropas. Dabei machen Großunternehmen einen Großteil der Wirtschaftskraft außerhalb des direkten Hafens aus. Allein 2 % der Unternehmen beschäftigen über 50 % der Arbeitnehmer in der Stadt.
Insgesamt konzentriert sich Rotterdams Wirtschaft auf Sektoren, die in den letzten Jahren in allen Industrieländern Arbeitsplätze abgebaut haben: Transport, Logistik und Industrie. Der Ertrag pro Arbeitskraft liegt mit 67.000 Euro im Jahr weit über dem nationalen Durchschnitt (Den Haag beispielsweise 62.000 Euro, Amsterdam 58.000 Euro), was vor allem der äußerst kapitalintensiven petrochemischen Industrie geschuldet ist, die sich im Hafengebiet angesiedelt hat.
Die Arbeitslosenquote lag in den letzten Jahren deutlich über dem Durchschnitt der Niederlande, die Differenz beträgt drei bis fünf Prozentpunkte. Rotterdam hat die höchste Arbeitslosenquote innerhalb der Randstad. Die Arbeitnehmer sind wesentlich jünger als in den restlichen Niederlanden; in Rotterdam sind 47 % der Arbeitnehmer unter 35 Jahre alt, im Landesdurchschnitt sind es 39 %.

### Infrastruktur und Verkehr

#### Hafen
Rotterdam hat einen der größten Seehäfen der Welt und den mit Abstand größten Europas. Im Rotterdamer Hafen – zu dem unter anderem auch Europoort gehört – wurden im Jahr 2021 insgesamt 468 Millionen Tonnen an Gütern umgeschlagen. Der Hafen und die hafenbezogene Wirtschaft trägt damit allein etwa sieben Prozent zum niederländischen Bruttoinlandsprodukt bei und sorgt für etwa 320.000 Arbeitsplätze, davon befinden sich etwa 60.000 direkt im Hafengebiet.
Im Jahr 2000 bewältigte der Hafen damit etwa 36 Prozent der Tonnage des Güterverkehrs auf dem Abschnitt zwischen Le Havre und Hamburg, gefolgt vom Antwerpener Hafen mit 14 Prozent. Die transportierten Güter beliefen sich im Jahr 2000 zur Hälfte auf feuchtes Massengut (davon ca. 80 Prozent Erdöl, der Rest vor allem Chemikalien aber auch andere Öle und Fette und Fruchtsaft), zu 30 Prozent auf trockenes Massengut und zu 20 Prozent auf Container.
Der Hafen ist der mit Abstand wichtigste Handelsort für Erdöl in Europa. Dort kamen 2004 insgesamt 101 Millionen Tonnen Erdöl an, von denen die Hälfte mit Pipelines ins Ruhrgebiet, Vlissingen und nach Antwerpen geleitet wurde. Die andere Hälfte wurde direkt im Hafen weiterverarbeitet. Im Hafen stehen vier große Raffinerien, die sich meist mehrere Unternehmen teilen. Angesiedelt haben sich 40 Unternehmen der Erdöl- und Chemiebranche, drei Produzenten von Gas und 13 Unternehmen, die sich primär mit Öllagerung und Verteilung beschäftigen. Vom Hafen aus laufen mehrere Rohöl-Pipelines nach Deutschland und Belgien sowie eine Produktenpipeline über das Ruhrgebiet bis nach Ludwigshafen am Rhein. Im Hafengebiet selbst verlaufen insgesamt 1500 Kilometer an Pipelines.
Darüber hinaus läuft ein großer Teil der in Europa importierten Kohle durch den Hafen. Im Jahr 2005 entluden 102 Containerkräne 9.286.757 TEU, womit der Hafen sich vor Hamburg auch als größter Containerhafen Europas behaupten konnte. Ebenso ist er der wichtigste europäische Hafen für Obst, Gemüse und Fruchtsäfte. Im Jahr 2000 wurden dort 900.000 Tonnen Gemüse und Früchte umgeschlagen, die europäische Börse für Zitrusfrüchte befindet sich ebenfalls in der Stadt.
Der Hafen ist ein Tiefwasserhafen mit einer 24 Meter tiefen Fahrrinne. Damit ist Rotterdam der einzige Hafen der westlichen Welt und einer von dreien weltweit, den der Schüttgutfrachter Berge Stahl anlaufen kann. Darüber hinaus hat sich auch ein großer Teil der Offshore-Ölindustrie im Hafen angesiedelt, da er als einer der wenigen Häfen genug Tiefgang für deren Geräte bietet.
Auf einer Länge von 40 Kilometern breitet er sich über 10.500 Hektar aus, wobei mit dem Bau der zweiten Maasvlakte bereits eine weitere Vergrößerung ab 2014 erfolgt ist.
Der Weitertransport der Güter erfolgt vor allem über die Flüsse Rhein und Maas, durch den Hafen wurde Rotterdam auch wichtiger Eisenbahnknotenpunkt, wozu auch der außerhalb der Stadtgrenze an der Eisenbahnstrecke nach Dordrecht gelegene Rangierbahnhof Kijfhoek zwischen den Nachbarorten Barendrecht und Zwijndrecht gehört. Dabei verbindet die Betuweroute seit 2007 den Hafen mit dem Hinterland wie z. B. dem Ruhrgebiet.

#### Schienenverkehr
Der Bahnhof Rotterdam Centraal ist ein wichtiger Knotenpunkt nationaler und internationaler Eisenbahnverbindungen. Die Züge der NS verbinden den Bahnhof mit den meisten Orten der Niederlande. Internationale Hochgeschwindigkeitszüge der Eurostar Group verkehren mehrmals täglich nach Amsterdam, Antwerpen, Brüssel, Paris und London. Der Bahnhof wurde im März 2014 nach mehrjährigem Um- und Neubau offiziell eröffnet. Weitere Stationen sind unter anderen Rotterdam Alexander mit Intercity-Verbindungen nach Utrecht–Groningen/Leeuwarden und Rotterdam Lombardijen für Sprinter-Züge Richtung Delft und Dordrecht.
Seit 1968 gibt es in Rotterdam eine U-Bahn, die Metro, auf deren Haltestellen ein gelbes M hinweist. Der sonstige ÖPNV wird unter anderem von der Rotterdamse Electrische Tram (RET) durchgeführt, die die Straßenbahn und auch die Stadtbuslinien betreibt. Alle regionalen Verkehrsmittel können mit der OV-Chipkarte des nationalen Tarifsystems genutzt werden.

#### Fahrradverkehr
Rotterdam ist an zahlreiche nationale und internationale Fernradwege angeschlossen, u. a. an den Rheinradweg (verläuft als EuroVelo-Route Nr. 15 von der Quelle des Rheins bis nach Rotterdam).

#### Flughafen
Rotterdam verfügt über einen Flughafen, der Verbindungen zu diversen Städten Europas bietet. Anders jedoch als der Hafen spielt der Flughafen nur eine nachgeordnete Rolle im europäischen Verkehr: Mit einem Passagieraufkommen von 1,7 Millionen Fluggästen jährlich ist es der drittgrößte Flughafen der Niederlande (Stand 2014). Wesentlich wichtiger für Rotterdam ist die gute Anbindung an den Flughafen Amsterdam Schiphol, der zu den fünf größten Europas gehört.

## Stadtbild

### Bis Ende 19. Jahrhundert

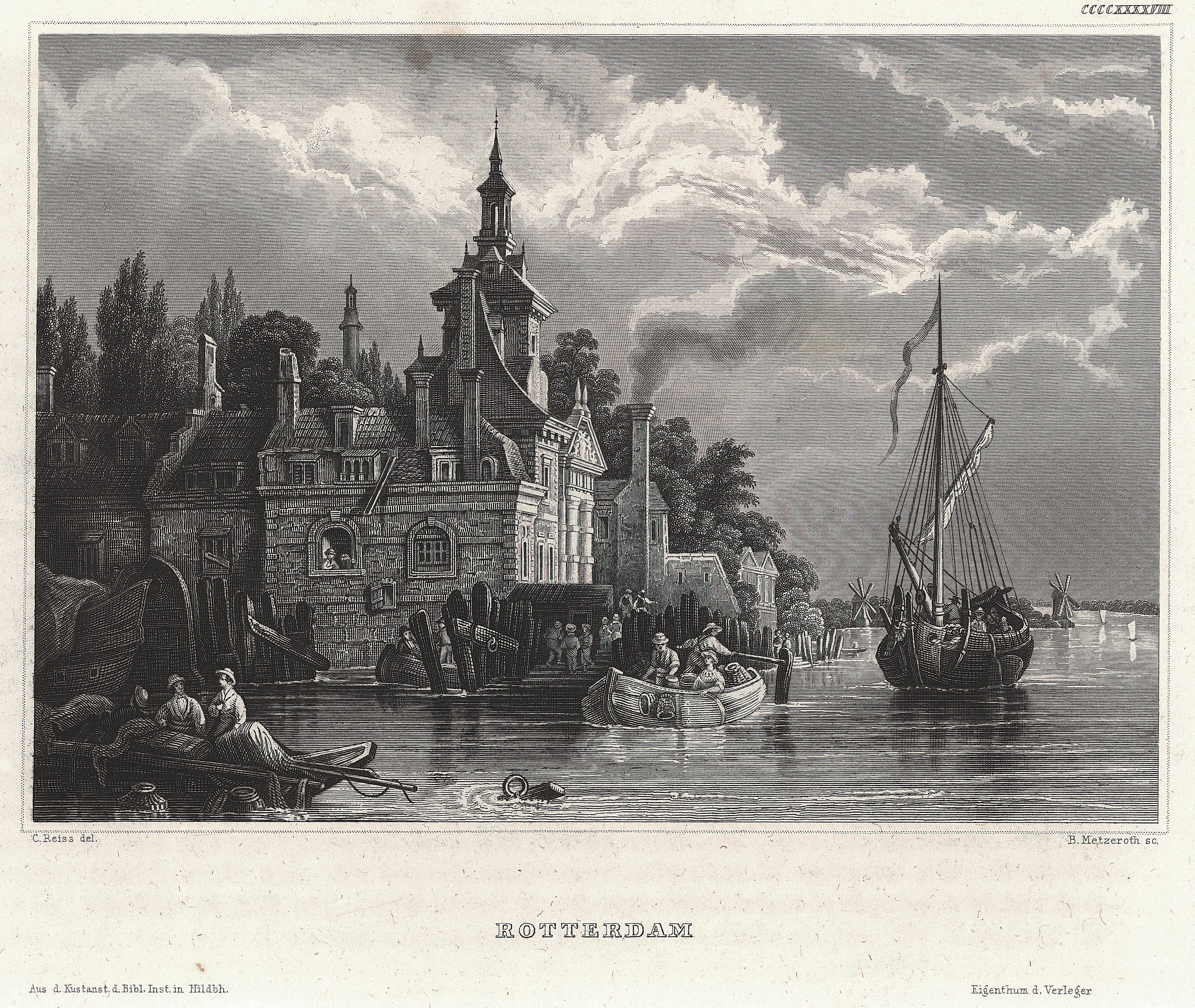
Ansicht von 1843 (Stahlstich)

Wasser und Wasserbau spielten in der Stadt seit ihrer Gründung eine starke Rolle. Ursprünglich entstand die Stadt an den Ufern der Rotte und wuchs entlang dieser bis zur Mündung der Rotte in die Nieuwe Maas. Da die Einwohner immer weitere Bereiche des Mündungsbereichs eindeichten und entwässerten, entstand so ein dreieckiger Bereich, der die ehemalige Mündung der Rotte in die Nieuwe Maas abdeckte. Nachdem Rotterdam 1340 das Stadtrecht erhalten hatte, bekam die Stadt 1359 ihre erste Stadtmauer. Deren Umriss determinierte die Stadtgestalt für die nächsten 500 Jahre. Bis auf zusätzliches Land, das die Bürger innerhalb der Mauern in der Nieuwe Maas gewannen, blieb Rotterdam bis 1875 auf das Gebiet von 1360 beschränkt.
1877 wurde die Kirche der Deutschen Evangelischen Gemeinde erbaut, die bis in die 1970er Jahre bestand.

### 1900 bis 1940

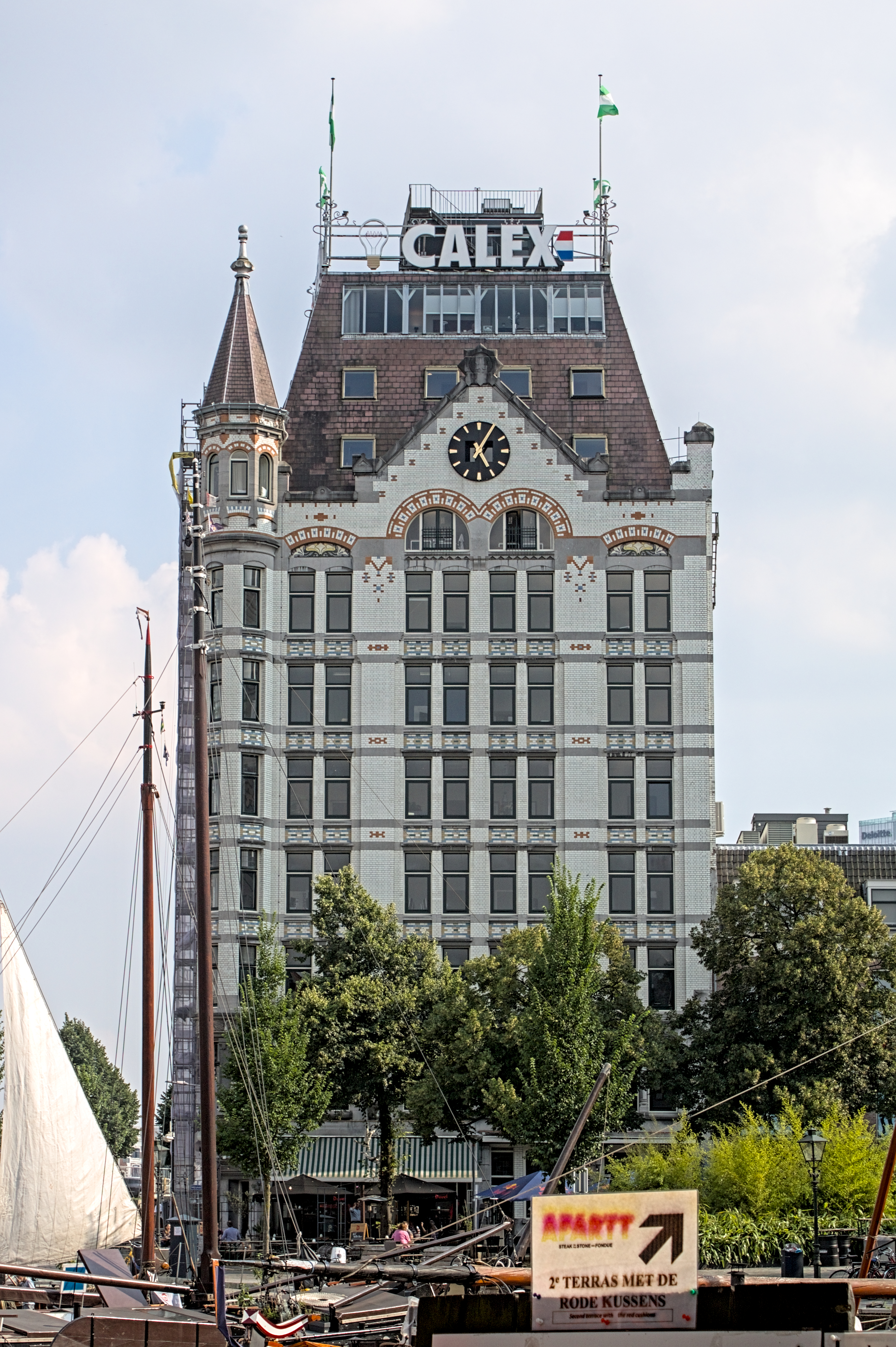
Weißes Haus

Am Ende des 19. Jahrhunderts begann ein rapider Ausbau der Hafenanlagen und eine Ausdehnung des Stadtgebiets erst nach Süden über die Nieuwe Maas, dann nach Westen zur Nordsee hin.
Rotterdam wuchs zu Beginn des 20. Jahrhunderts stark und setzte zu dieser Zeit auch auf neue architektonische Formen. Das Weiße Haus von 1898 war bei seiner Fertigstellung das höchste Bürogebäude Europas.
Der starke Zuzug von Arbeitskräften, die sich direkt außerhalb der Altstadt ansiedelten, zwang die Stadtverwaltung zur Umsiedlung. Es entstanden große Arbeitersiedlungen, die Stadt versuchte den Wohnbedingungen dort beispielsweise mit kommunalen Gärten in Spangen aufzuhelfen. 1918 bis 1933 war der Architekt Jacobus Johannes Pieter Oud Stadtbaumeister in Rotterdam. Mit seinen in den 1920er Jahren errichteten Wohnanlagen und Siedlungen machte er Rotterdam zu einem Zentrum der modernen Architektur. Kiefhoek war einer der ersten Stadtteile, in denen bewusst moderne, funktionale Architektur eingesetzt wurde.
Andere moderne Bauten dieser Zeit sind die Van-Nelle-Fabrik von 1929 sowie De Kuip von 1936, beide entworfen von dem Architekturbüro Brinkman & Van der Vlugt. In den 1930er Jahren entstand die Breepleinkirche.
Stadtplaner wie Willem Nicolaas Rose und Gerrit Johannes de Jongh versorgten die Kanäle in der Stadt mit frischem Wasser aus dem Rhein und konnten so die Zahl der Choleraepidemien stark eingrenzen.

### Seit 1940

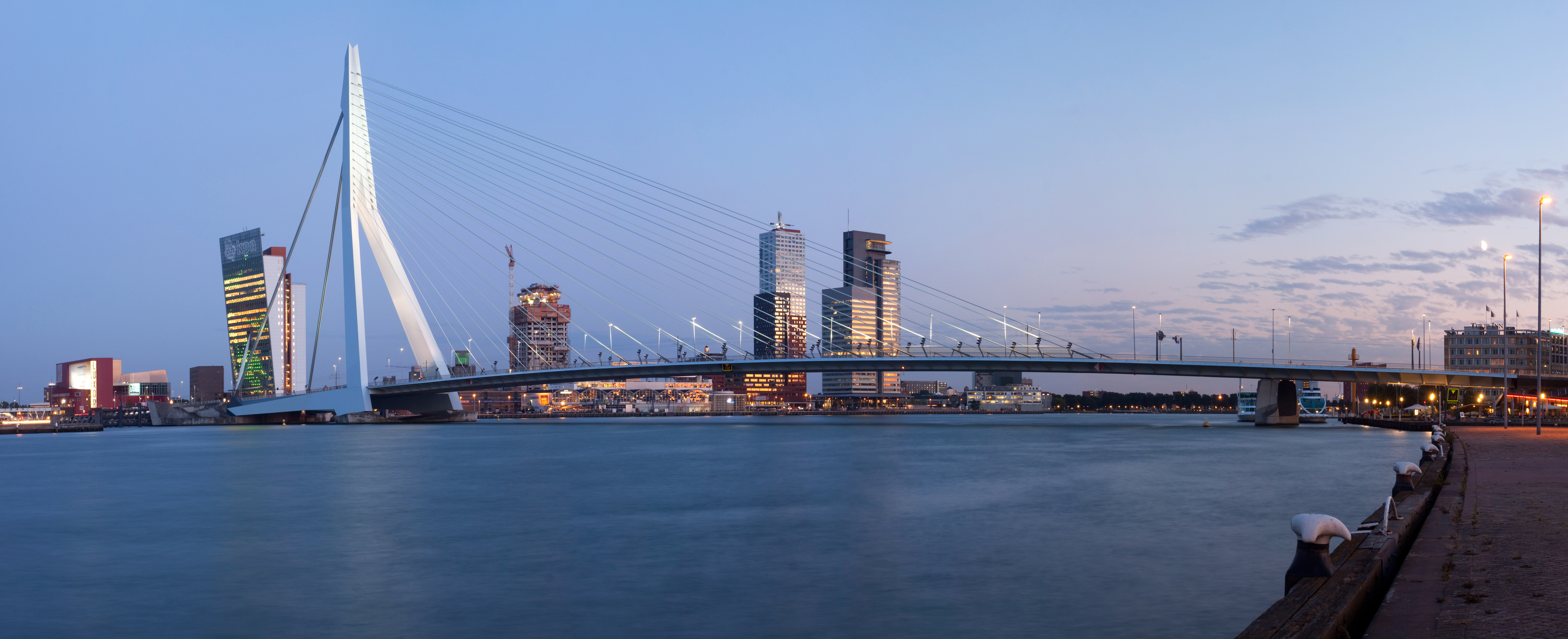
Erasmusbrücke und Wilhelminapier

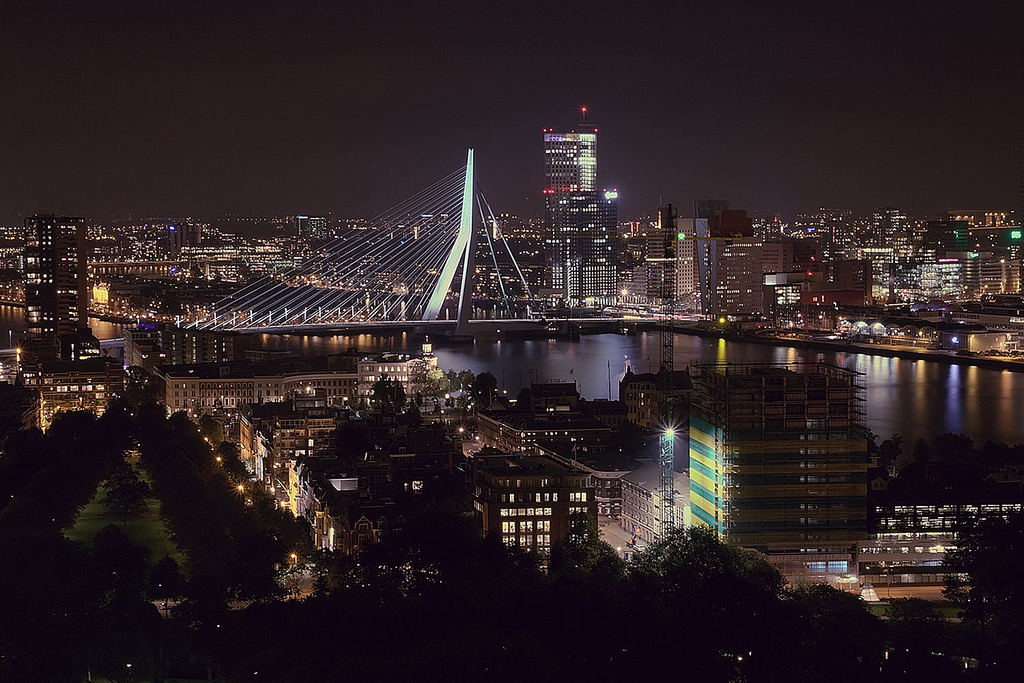
Nächtlicher Blick über Rotterdam in Richtung Erasmusbrücke von Euromast

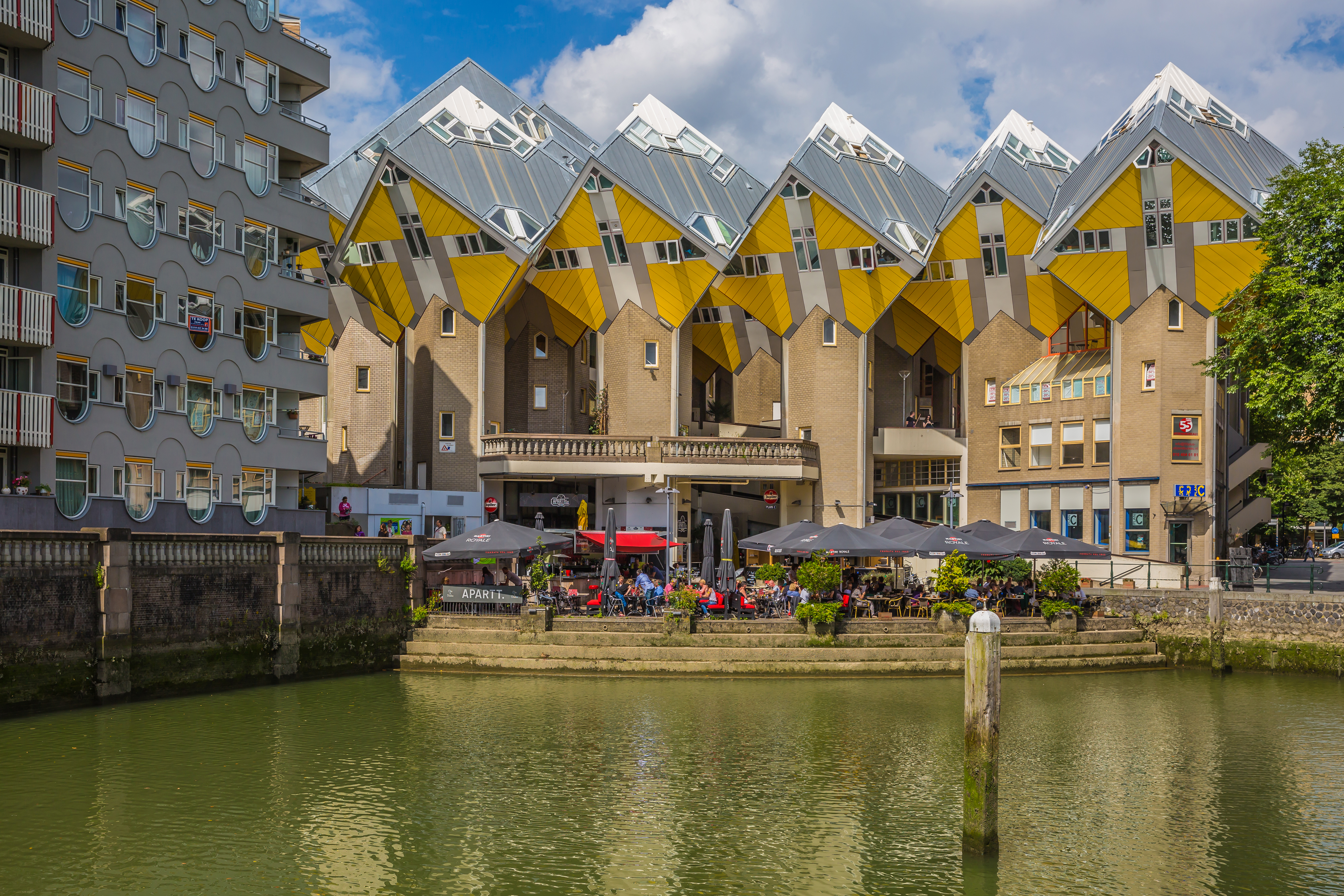
Kubushäuser, auch bekannt als Blaakse Bos

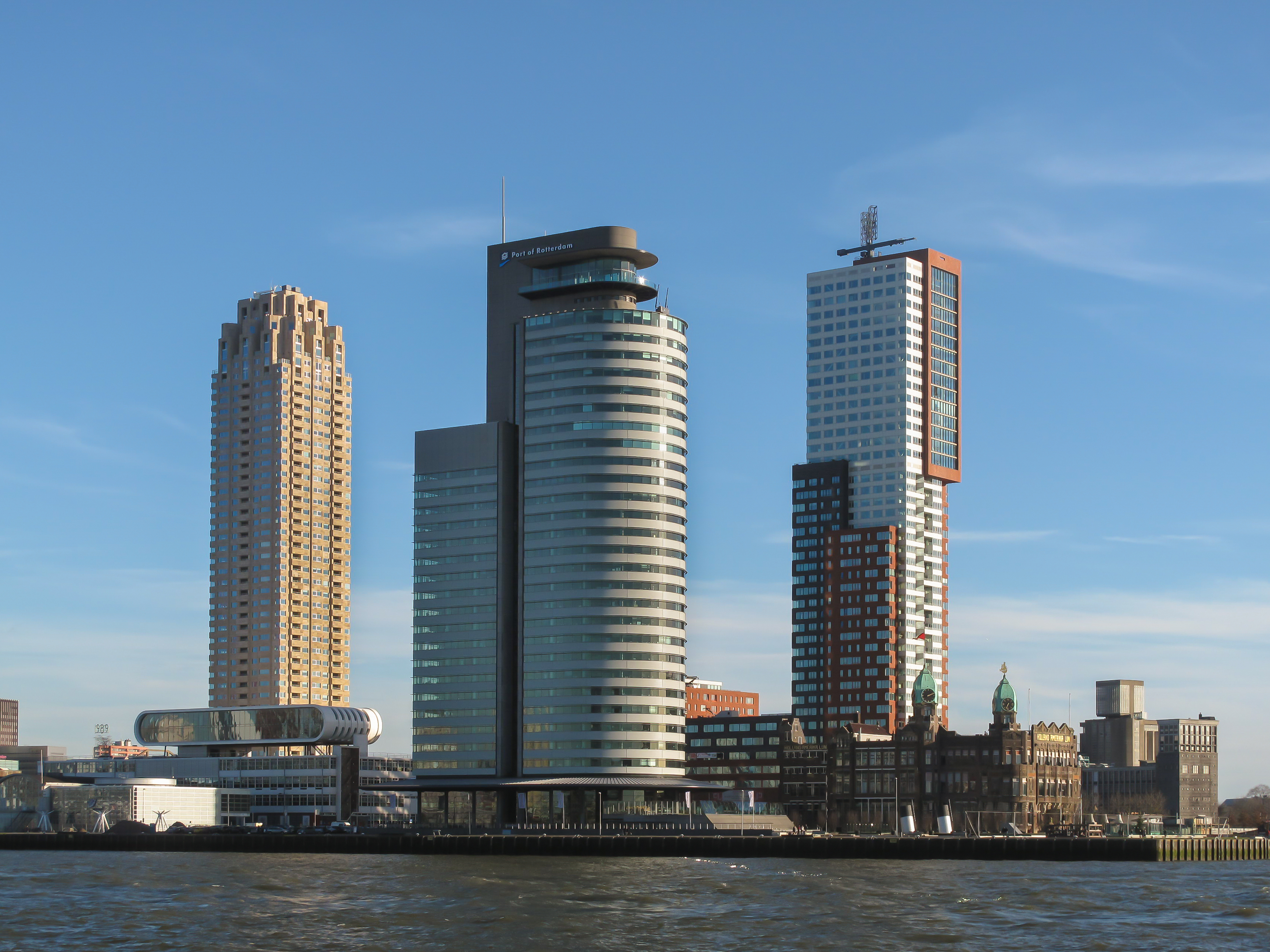
Kop van Zuid

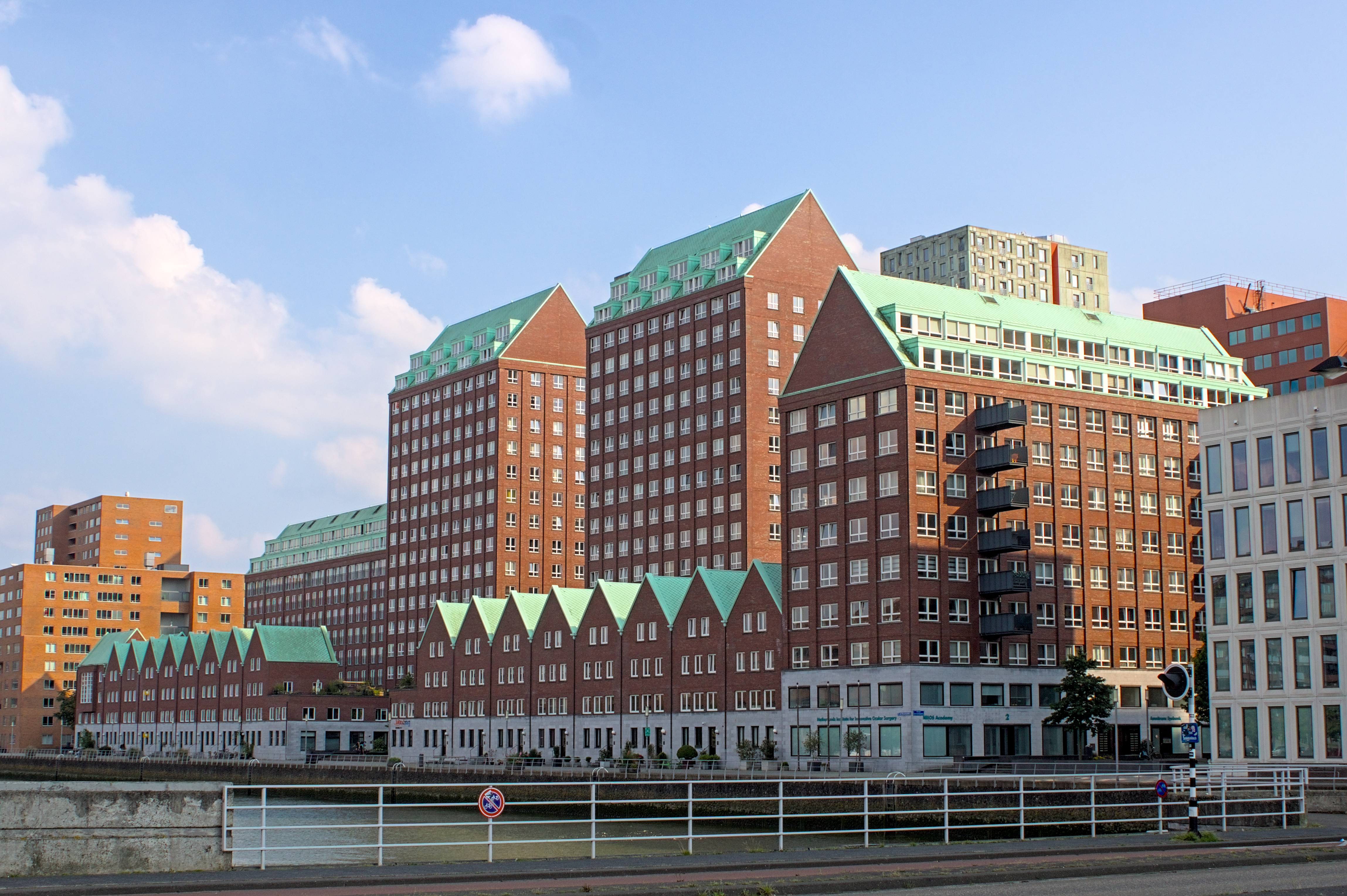
Wohnneubauten am Kop van Zuid am Spoorweghaven

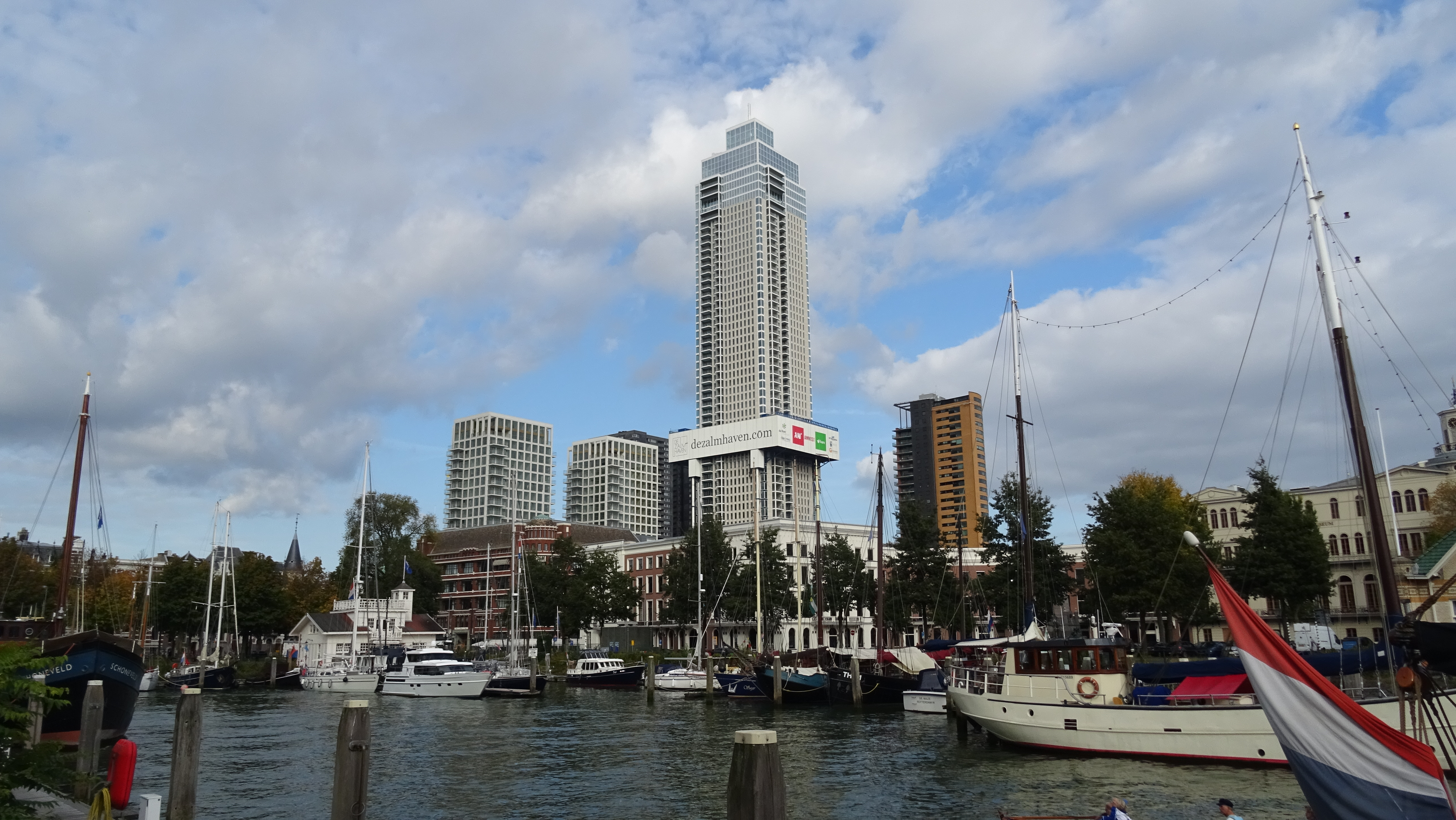
Zalmhaventoren, seit 2022 höchstes Gebäude Rotterdams

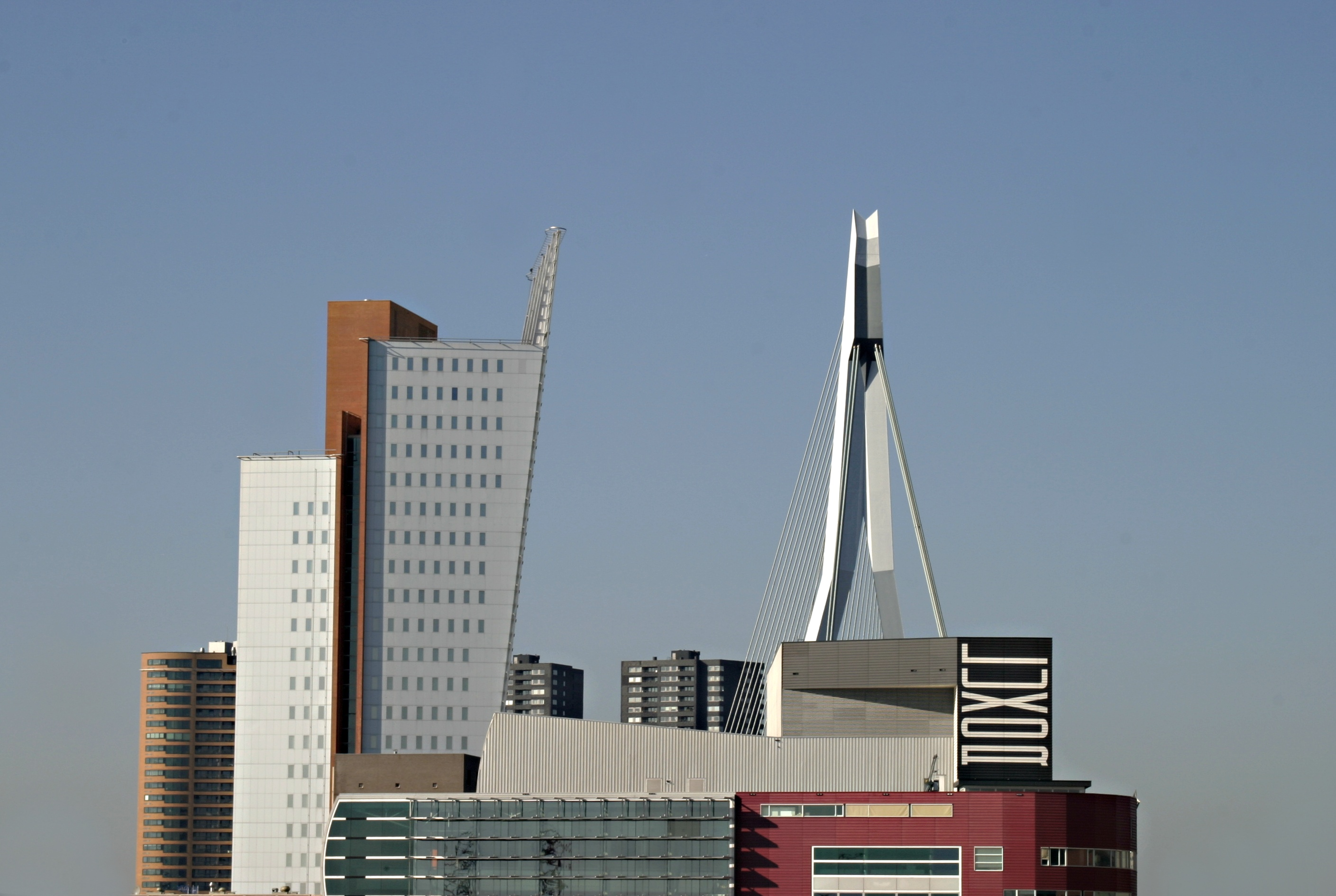
Nieuwe Luxor Theater, Erasmusbrücke und Hochhäuser (Rotterdam)

Nachdem die deutsche Luftwaffe am 14. Mai 1940 im Zuge des Überfalls auf die Niederlande (Westfeldzug) das gesamte Stadtzentrum, den alten Hafen und West-Kralingen durch Bombardierungen und durch sie erzeugte Großbrände zerstört und ein US-amerikanischer Bombenangriff am 31. März 1943 weitere schwere Schäden verursacht hatte, beschloss die Stadt nach 1945 einen grundlegenden städtebaulichen Neubeginn für das alte Zentrum. Die Grundstücksbesitzer in der Stadtmitte wurden gegen Entschädigung enteignet, der Boden aufgegraben und sämtliche Leitungen, Abwasserkanäle etc. entfernt, um einen völligen Neubeginn in der Stadt zu ermöglichen.
Im Stadtzentrum selbst stehen von den Gebäuden, die vor dem 20. Jahrhundert errichtet wurden, nur noch die Laurenskerk (Laurentiuskirche) und Het Schielandshuis (heute ein Museum; hier ist auch die Sammlung Atlas Van Stolk zur Geschichte der Niederlande zu sehen). Andere alte Gebäude sind:
- Provenierswijk, Blijdorp, Bergpolder – ein letzter Rest des Vorkriegs-Rotterdam, zentral gelegen hinter dem Hauptbahnhof
- Rathaus – errichtet zwischen 1914 und 1920
- Historisch Delfshaven – alter Stadtteil mit Hafen, als Vorhafen der Stadt Delft gegründet und mit dieser durch den Delftse Schie Kanal verbunden
- Hotel New York – im Gebäude der ehemaligen Holland America Lijn, von hier aus brachen viele Amerika-Auswanderer auf

Nach dem Krieg sah die Stadtverwaltung eine Aufteilung der Stadt in ihre Funktionen vor: Alle Banken wurden in der Nähe der Börse angesiedelt, die Häfen verlegte man weg vom eigentlichen Stadtzentrum westwärts an die Nordsee. Mit der Lijnbaan hatte Rotterdam 1953 eine der ersten für den Autoverkehr geschlossenen Einkaufsstraßen. Wohnsiedlungen entstanden vor allem an den Stadträndern (Overschie, Schiebroek, Lombardijen, Prins Alexander).
Das Stadtbild in der Innenstadt hat so fast gar keine Reminiszenzen mehr an eine historisch gewachsene europäische Stadt, sondern ist gewollt modern und ambitioniert. Das führt dazu, dass sich im Lauf der Zeit viele bekannte Architekturbüros wie Rem Koolhaas, MVRDV und Neutelings & Riedijk in der Stadt angesiedelt haben. Darüber hinaus fanden in der Stadt öffentliche Institutionen, die sich mit Architektur beschäftigen, wie das Berlage Institut oder das NAi (Niederländisches Architektur-Institut), ihren Platz.
Ein bestimmendes Merkmal des Stadtbilds ist die große Zahl an hohen Gebäuden, wie sie in West-/Zentraleuropa sonst nur in Frankfurt, Warschau, London und Paris vorkommen. Mit dem 215 Meter hohen Zalmhaventoren steht in Rotterdam ebenso das höchste Wohngebäude der Niederlande wie mit dem Maastoren, dem Verwaltungsgebäude der AKD und Deloitte, das höchste Bürogebäude des Landes. Der 186 Meter hohe Euromast wurde 1960 mit einer Höhe von 101 Metern errichtet und 1970 aufgestockt und gehört ebenso zu den bekannten Sehenswürdigkeiten. 7 neue Wohntürme von 200 Metern oder mehr sind in naher Zukunft geplant. Andere bekannte Gebäude sind:
- Kubushäuser – originelle Siedlung im Stadtteil Blaak von auf jeweils einer Spitze stehenden würfelförmigen Einzelhäusern. Die 1984 von Piet Blom errichteten Häuser werden von den Rotterdammern als „Sechskanthäuser“ bezeichnet. Unmittelbar daneben befindet sich der architektonisch ungewöhnliche Bahnhof Blaak.
- Willemsbrug: Die Golden Gate Bridge von Rotterdam gilt als das alte Gegenstück zur Erasmusbrug.
- Alexandrium: Wohn- und Geschäftsviertel im Osten Rotterdams, das in den 1980er Jahren entstand.
- Das Hochhaus The Red Apple wurde 2009 fertiggestellt.
- Die Markthalle wurde 2014 errichtet.
- Depot Boijmans Van Beuningen, ursprünglich Sammlungsgebäude, im Volksmund De Pot (das Gefäß) genannt, ist ein Kunstdepot des Museums Boijmans Van Beuningen. Es ist das erste öffentlich zugängliche Kunstdepot der Welt.
- Das 2021 im Rijnhafen eröffnete Floating Office Rotterdam (FOR)[26] wird das Global Center on Adaptation[27] beherbergen. Es umfasst auch ein Restaurant und ein Außenschwimmbad.

1980 begann die Stadt schließlich, die ehemaligen Hafengebiete in Innenstadtnähe in aufwändigen Stadterneuerungsprogrammen aufzuwerten. Den Anfang machten Leuvehaven und Wijnhaven, die in das Tourismusgebiet Waterstad umgewandelt wurden; sie sind das Prestigeprojekt des Kop van Zuid südlich der Nieuwe Maas. Durch die Erasmusbrücke, das 1996 fertiggestellte neue Wahrzeichen der Stadt, mit der eigentlichen Innenstadt verbunden, entstanden in dem ehemaligen verfallenen Hafengebiet Museen, öffentliche Bauten, Wohnhochhäuser wie der Montevideo Tower, Bürohochhäuser und Hotels.

### Panoramen

Panorama von Rotterdam, 2019

Zentrum Rotterdam an der Nieuwe Maas

### Verschiedenes

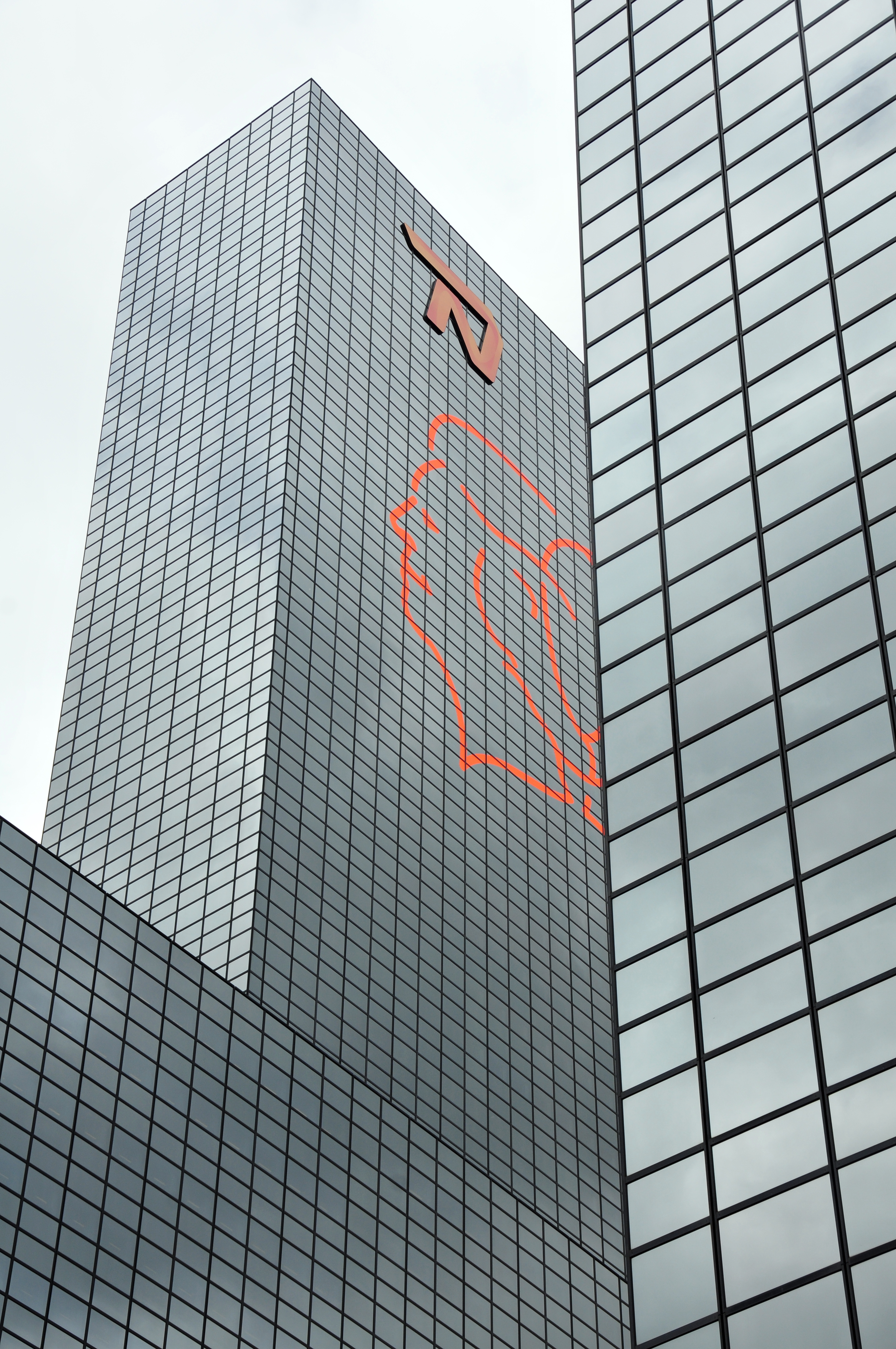
Hochhäuser am Bahnhof

- Diergaarde Blijdorp – großer zoologischer Garten mit eindrucksvollem Aquarium
- Holland Casino
- Maeslantkering – Maeslant-Sturmflutwehr, das zu den Deltawerken gehört
- Villa Dijkzigt
- Walk of Fame Europe – europäisches Gegenstück zum Hollywood Walk of Fame
- KPN-Sendeturm Waalhaven
- Kathedrale von Rotterdam (HH. Laurentius- en Elisabethkathedraal) – römisch-katholische Kathedrale im neuromanischen Stil
- Essalam-Moschee – größte Moschee der Niederlande und Westeuropas
- Euromast – ein 185 Meter hoher Aussichtsturm mit Restaurant, der auch zu Veranstaltungen einlädt
- Poortgebouw
- Miniworld Rotterdam – große Modelleisenbahn-Dauerausstellung

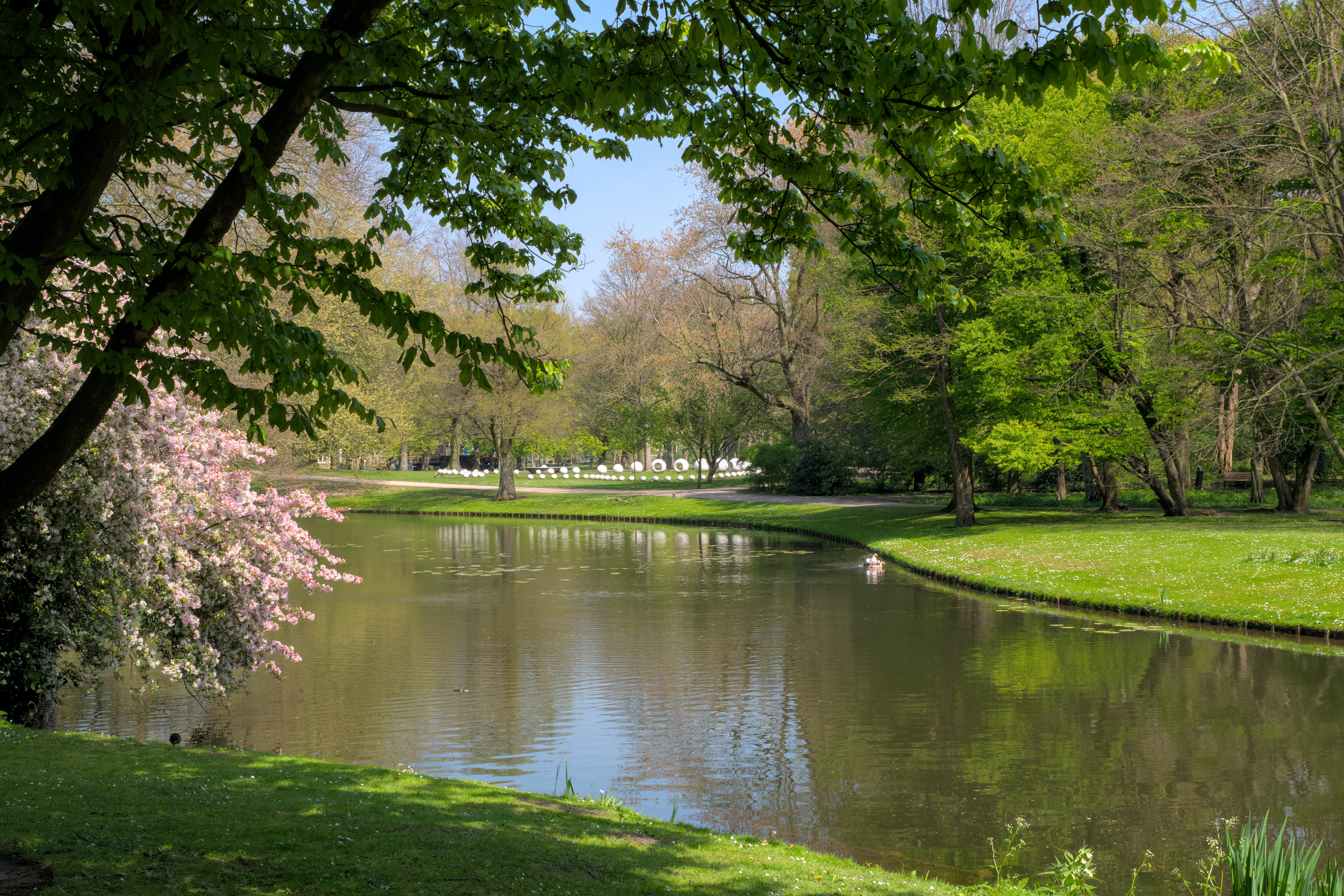
Der Park, Rotterdam, mit dem interaktiven Kunstwerk De Verloren Parel (Die verlorene Perle) von Madeleine Berkhemer im Hintergrund

### Grünflächen in Rotterdam
Einige bekannte Parks in Rotterdam sind:
- Trompenburg Gärten & Arboretum in Stadtteil Kralingen. Der Bau stammt aus dem Jahr 1820, aber erst nach der Eröffnung für die Öffentlichkeit im Jahr 1958 erlangte der Park, der über Generationen von der Familie (Van Hoey) Smith verwaltet wurde, größere Aufmerksamkeit. Der etwa acht Hektar große Park beherbergt etwa 4.000 verschiedene Arten von Bäumen, Sträuchern und Stauden.
- Het Park (28,4 Ha) an der Maas südlich des Westzeedijk am Euromast. Die östliche Hälfte wurde zwischen 1852 und 1863 nach einem Entwurf des Architekten Jan David Zocher errichtet. Der westliche Teil wurde 1866 mit einigen Änderungen hinzugefügt. 1960 fand hier die erste Ausgabe der Floriade und die erste vom Internationales Büro für Ausstellungen anerkannte Weltgartenbauausstellung (AIPH) statt. Seit 2011 ist es ein Rijksmonument mit der Nummer 528423.
- Park Schoonoord (1,2 Ha) befindet sich im Scheepvaartkwartier und wurde in seiner jetzigen Form 1860 von Jan David Zocher entworfen.
- Der Kralingse Bos (ca. 200 Ha) mit dem Kralingse Plas (100 Ha) befindet sich im Stadtteil Kralingen und basiert seit 1928 auf einem Entwurf von Marinus Jan Granpré Molière. Im 1953 wird der Kralingse Bos endlich offiziell eröffnet.
- Der Vroesenpark in Rotterdam-Noord wurde ab 1929 nach einem Plan des Stadtarchitekten W.G. Witteveen erstellt.
- Der Zuiderpark (215 Ha) liegt im Stadtteil Charlois. Der größte Stadtpark der Niederlande wurde ab 1952 zunächst als Nutzpark angelegt. Später wurden einige der ursprünglichen Kleingartenanlagen abgebaut und neue Wasserflächen angelegt, auch um zusätzliche Wasserspeicherkapazitäten zu erhalten.

Seit dem 28. Mai 1994 kennt Rotterdam das Phänomen Opzoomeren, etwa vergleichbar mit der deutschen Aktion Unser Dorf soll schöner werden. Ende der 1980er Jahre verfiel die innerstädtische Opzoomerstraat und galt auch als Drogenumschlagplatz. Anstelle eines restriktiven Durchgreifens entschieden sich die Bewohner für eine positive Haltung und machten sich selbst an die Arbeit. Sie begannen damit, die Straße zu fegen, die Fassaden zu beleuchten wie auch zu bepflanzen und die Straße so insgesamt aufzuhellen. Mit Hilfe der Polizei verschwanden auch die Drogentreffpunkte. 15 % der Rotterdamer (ca. 100.000 Einwohner) gaben 2016 an, am Opzoomeren teilzunehmen. Rotterdam hatte 2020 bereits 2.503 solcher „Opzoomerstraßen“, was sich hauptsächlich im Bau von Fassadengärten widerspiegelt.

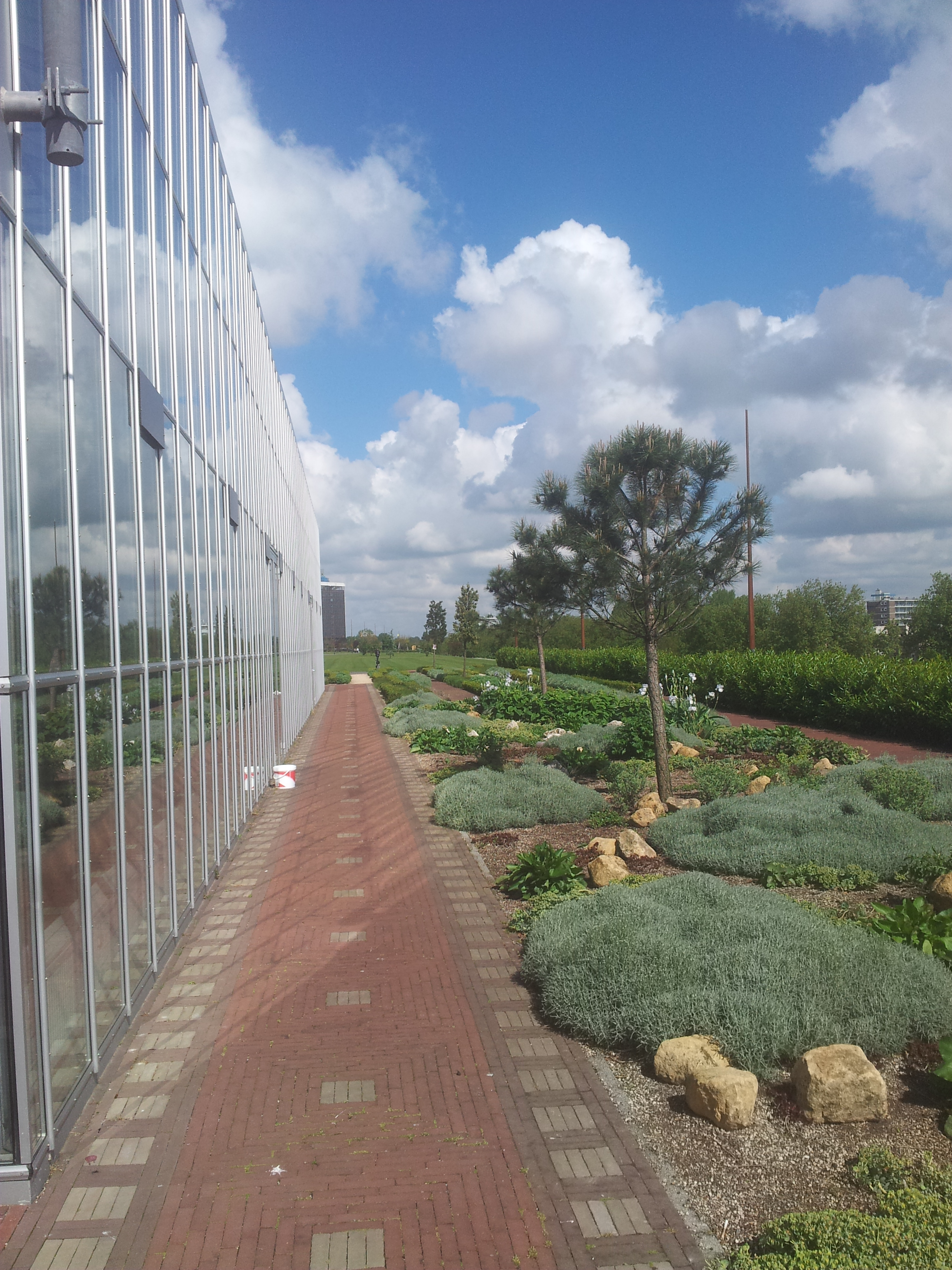
Dakpark Rotterdam

Die Gemeinde Rotterdam fördert den Bau von Dachgärten. So gibt es beispielsweise einen attraktiven Zuschuss für Dachbesitzer und die Stadt hat inzwischen einige kommunale Gebäude mit einem Gründach ausgestattet. Ab dem 1. Januar 2020 wurde die Wasserspeicherkapazitätsanforderung auf 30 Liter pro Quadratmeter erhöht. Dadurch wird die Kanalisation bei starken Regenfällen entlastet und die Gefahr von Überschwemmungen auf der Straße verringert.
- Das größte Gründach der Stadt befindet sich auf dem Groothandelsgebouw neben dem Hauptbahnhof.
- De Dakakker ist die größte Dachfarm Europas, befindlich auf dem Dach einer Veranstaltungshalle mit dem Namen Schieblock.
- Der Dakpark ist ein langgestreckter, schmaler Park im Stadtteil Bospolder-Tussendijken in Rotterdam-West. Es wurde in einer Höhe von etwa neun Metern errichtet, ist etwa 85 Meter breit und erstreckt sich über etwa einen Kilometer vom Hudson Square bis in die Nähe des Marconi Square[32].
- Die Gemeinde Rotterdam wird das Flachdach des Konferenz- und Konzertgebäudes De Doelen mit Grün und Wasserspeicher versehen. Der Entwurf für das Dach ist von Kraijvanger Architects[33].

## Kultur und Bildung

### Kultur

#### Bedeutung in Europa
Rotterdam war 2001 zusammen mit Porto die Kulturhauptstadt Europas. Rotterdam war 2007 „city of architecture“ im Zuge der 3. Architektur-Biennale.

#### Musik
Obwohl Rotterdam ein Selbstbild als arbeitende Stadt hat, die keine Zeit für Musik hat, hat sich doch einiges an Musikkultur etabliert. Das Philharmonische Orchester unter Lahav Shani gilt nach dem in Amsterdam als zweitwichtigstes der Niederlande. Das North Sea Jazz Festival ist europaweit bedeutend, das Dunya-Weltmusik-Festival hat über 100.000 Besucher. Im August findet mit der Heineken Dance Parade eine Technoparade statt. Die Gabber-Szene hat ihre weltweite Hochburg in der Stadt. Ein internationaler Begriff im europäischen Chorleben ist der Rotterdams Jongenskoor.

#### Kunstmuseen und Galerien
- Museum Boijmans Van Beuningen mit begehbarem Depot – bedeutende Kunstsammlung aller Epochen
- Kunsthal Rotterdam – wechselnde Ausstellungen
- Kunstinstituut Melly – zeitgenössische Kunst
- Tent – zeitgenössische Kunst
- Nederlands Fotomuseum – umfangreiche Sammlung und wechselnde Ausstellungen
- Het Nieuwe Instituut – Ausstellungen zur niederländischen und internationalen Architektur
- Chabot Museum – Museum für internationalen Expressionismus; Kunstwerke des Malers und Bildhauers Henk Chabot

#### Sonstige Museen

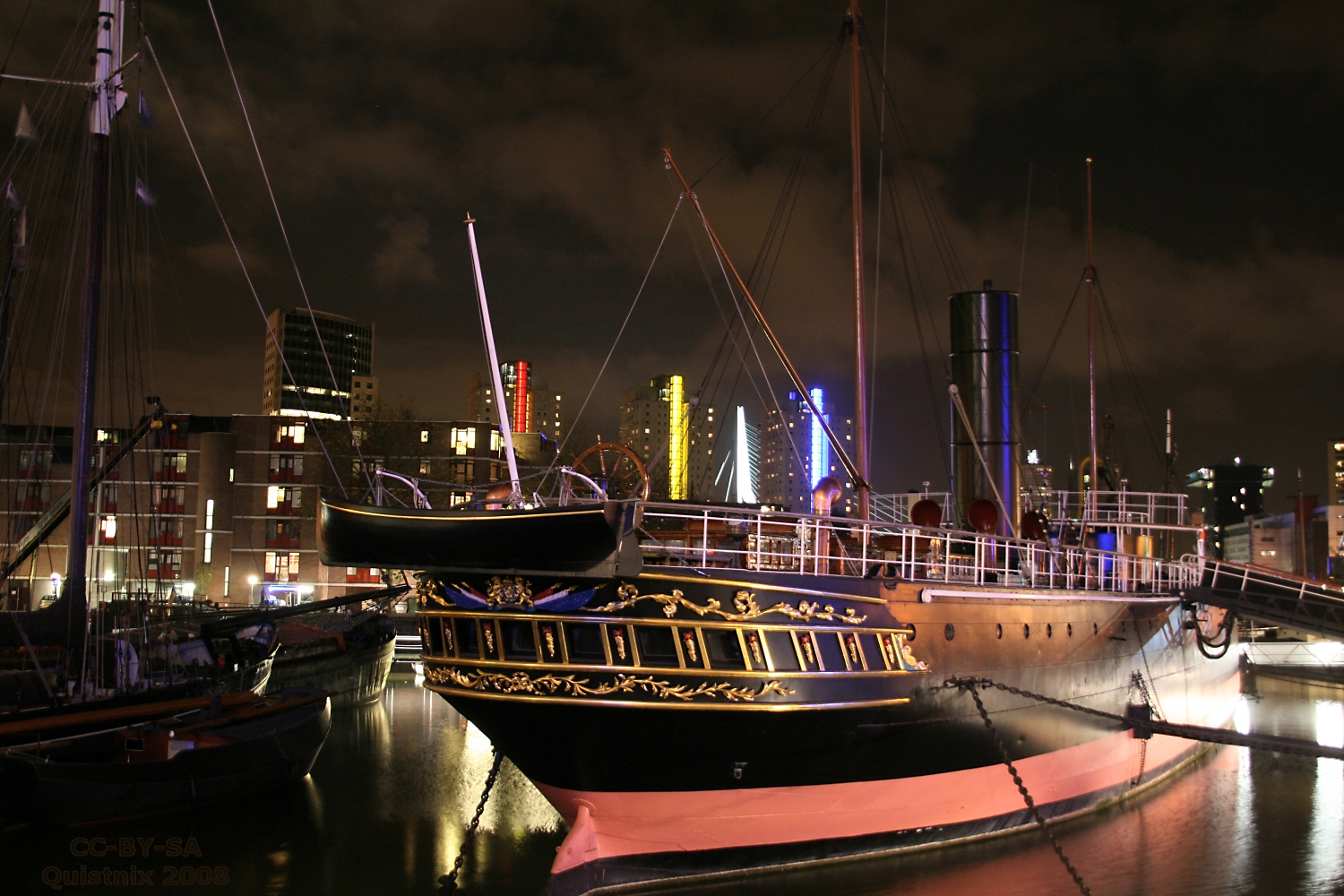
Museumsschiff Buffel im Maritiem Museum

- Miniworld Rotterdam – Modelleisenbahn-Ausstellung
- Wereldmuseum – Völkerkundemuseum
- Natuurhistorisch Museum Rotterdam – Sammlung von rund 250.000 naturhistorischen Objekten
- Maritiem Museum mit der Ausstellung Mainport Live über den Rotterdamer Hafen
- Museum Rotterdam – kulturhistorisches Museum
- Das Fenix, Museum für Migration soll 2025 eröffnet werden.
- Huis Sonneveld
- Niederländisches Flippermuseum
- Rotterdamer Nahverkehrsmuseum

#### Veranstaltungen
- Internationales Filmfestival Rotterdam, jährlich Ende Januar, Anfang Februar
- North Sea Jazz Festival, jährlich am zweiten kompletten Wochenende im Juli
- Karibischer Sommerkarneval
- Gergiev-Festival – zehntägiges Festival Klassischer Musik, jährlich im September, unter Leitung des russischen Dirigenten Valery Gergiev
- 65. Eurovision Song Contest vom 18. bis 22. Mai 2021 in der Ahoy Arena, nachdem der eigentliche 65. Eurovision Song Contest 2020 im Mai 2020 aufgrund der COVID-19-Pandemie abgesagt worden ist.

### Bildung
Im Vergleich zu den restlichen Niederlanden besitzen die Bewohner Rotterdams im Durchschnitt einen geringeren Bildungsgrad. Während 26 Prozent der Einwohner mindestens einen Fachhochschulabschluss haben, erreichten 34 Prozent nur niedrige Ausbildungsstufen. Insbesondere Migranten haben dabei meist nur niedrige Bildungsabschlüsse. Berufe, die höhere Bildung voraussetzen, werden deshalb zu über 60 Prozent von Pendlern aus den Umlandgemeinden (vor allem Capelle aan den IJssel und Spijkenisse) aber auch bis Den Haag oder Dordrecht besetzt.
Rotterdam hat eine Universität, die Erasmus-Universität Rotterdam, und mehrere Fachhochschulen. Die beiden bedeutendsten davon sind die Hogeschool Rotterdam und InHolland. Andere Fachhochschulen sind Pabo Thomas More, Rotterdams Conservatorium, Willem de Kooning Academie (Kunstakademie), Academie van Bouwkunst. Die Technische Universität im benachbarten Delft hat enge Verbindungen nach Rotterdam. An der Erasmus Universiteit Rotterdam studierten 2022 33.334 Studenten an neun verschiedenen Fakultäten.
Die größten Fakultäten waren die für Wirtschaft mit über 10.000 Studenten, Jura mit 4000 Studenten und Medizin mit 1700 Studenten. Im Bereich Medizin betreibt die Universität in mehreren Bereichen (Virologie, Zellbiologie) weltweite Spitzenforschung; die Management-Schule der Universität gilt als eine der besten Europas.
An der Hochschule Rotterdam (Hogeschool Rotterdam) sind 23.953 Studenten. Die Hogeschool hat vor allem einen regionalen Fokus und konzentriert sich auf Maschinenbau, Medizin, Stadtentwicklung und Architektur. InHolland ist Teil eines landesweiten Netzwerks an Fachhochschulen und bietet so ein wesentlich weiter gefächertes Studienangebot.

### Sport

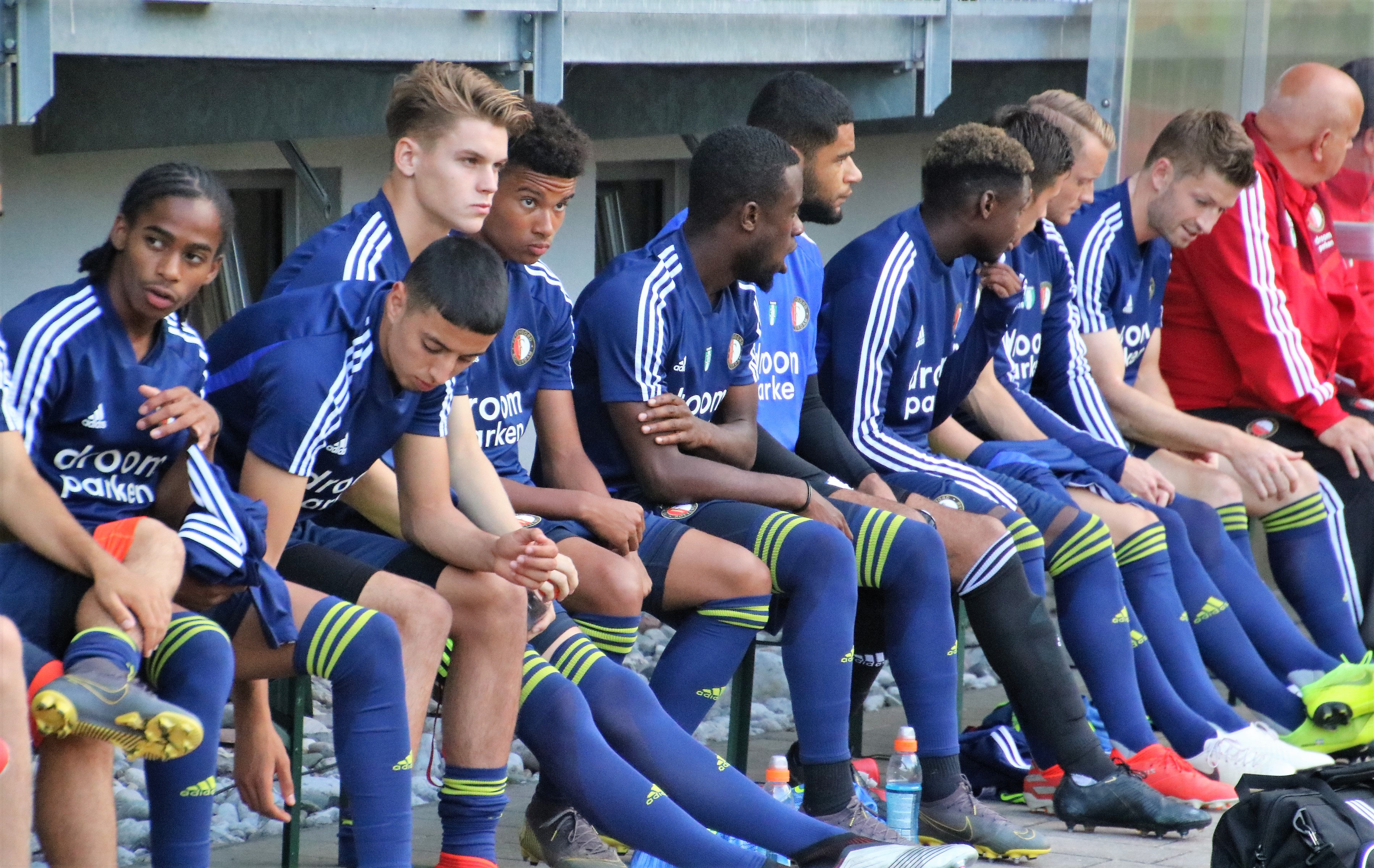
Feyenoord-Spieler beim Spiel gegen FC Red Bull Salzburg im Jahr 2019

Fußball ist die bedeutendste Sportart in der Stadt. Sie stellt mit Feyenoord Rotterdam, Excelsior Rotterdam und Sparta Rotterdam gleich drei Vereine in der Eredivisie, der höchsten niederländischen Fußballliga. Sparta trägt seine Heimspiele im Stadion Het Kasteel („Das Schloß“) aus.
Feyenoord gehört zusammen mit Ajax Amsterdam und PSV Eindhoven zu den traditionellen großen Drei des niederländischen Fußballs. Der Verein gewann 1970 den Europapokal der Landesmeister sowie 1974 und 2002 den UEFA-Pokal. Der Verein war sechzehnmal niederländischer Landesmeister. Der aus dem Stadtteil Feijenoord stammende Club spielt in De Kuip (offiziell Stadion Feijenoord) dem zweitgrößten Stadion des Landes und Austragungsort des EM-Finales 2000. Während Feyenoord der Club der Arbeiter aus dem Süden der Stadt ist, gilt Sparta Rotterdam als der Club der bürgerlichen Kreise der Stadt. Sparta war 1959 und fünfmal vor dem I. Weltkrieg niederländischer Meister und spielt im Stadtteil Delfshaven im „Kasteel“, das das älteste Fußballstadion der Niederlande ist und 2022 zum schönsten Stadion des Landes gewählt wurde. Nach mehreren Jahren in der Zweitklassigkeit hat sich Sparta wieder zu einem stabilen Erstligisten entwickelt. Excelsior Rotterdam war viele Jahre eine Fahrstuhlmannschaft zwischen der ersten und zweiten Liga und hat mehrere Jahre den Nachwuchs von Feyenoord ausgebildet. Excelsior spielt im kleinen Van Donge & De Roo Stadion, das lediglich über 3500 Zuschauerplätze verfügt.
In Rotterdam findet sich der größte Hockey-Verein der Niederlande. Der HC Rotterdam hat knapp 2400 Mitglieder. Sowohl die erste Herren- als auch Damenmannschaft spielen in der höchsten Spielklasse.
Die Strecke des Rotterdam-Marathons zählt zu den schnellsten der Welt. Die Marathon-Weltbestzeit von 1985 bis 1998 war in Rotterdam gelaufen worden: Carlos Lopes hielt sie von 1985 bis 1988, bevor ihn Belayneh Dinsamo mit seiner 1988er Zeit ablöste, die bis 1998 gültig war. Auch beim Rotterdam-Halbmarathon, der von 2004 bis 2009 stattfand, wurde ein Weltrekord aufgestellt, nämlich 2005 von Samuel Kamau Wanjiru.
Im Kralingse Bos befindet sich eine Pferdesportanlage, in der seit 1948 das CHIO Rotterdam ausgetragen wird.

## Politik

### Gemeinderat
- SP: 1
- DENK: 4
- GL: 5
- PvdA: 4
- PvdD: 2
- Volt: 2
- D66: 5
- BIJ1: 2
- 50PLUS: 1
- LR: 10
- CU: 1
- CDA: 1
- VVD: 6
- FvD: 1

Nach der Wahl wurde eine Koalition aus VVD, D66, LR und DENK eingegangen.
Der Rotterdamer Gemeinderat umfasst bereits seit mehreren Jahrzehnten 45 Mandate. Die Kommunalwahl vom 16. März 2022 ergab folgende Sitzverteilung:
| Partei                               | Sitze a | Sitze a | Sitze a | Sitze a | Sitze a | Sitze a | Sitze a | Sitze a | Sitze a | Sitze a | Sitze a |
| Partei                               | 1982    | 1986    | 1990    | 1994    | 1998    | 2002    | 2006    | 2010    | 2014    | 2018    | 2022    |
| ------------------------------------ | ------- | ------- | ------- | ------- | ------- | ------- | ------- | ------- | ------- | ------- | ------- |
| Leefbaar Rotterdam                   | –       | –       | –       | –       | –       | 17      | 14      | 14      | 14      | 11      | 10      |
| VVD                                  | 9       | 7       | 5       | 6       | 9       | 4       | 3       | 4       | 3       | 5       | 6       |
| GroenLinks                           | –       | –       | 2       | 3       | 4       | 3       | 2       | 3       | 2       | 5       | 5       |
| Socialistische Alternatieve Politiek | –       | –       | 2       | –       | –       | –       | –       | –       | –       | –       | –       |
| D66                                  | 2       | 2       | 7       | 7       | 3       | 2       | 1       | 4       | 6       | 5       | 5       |
| PvdA                                 | 21      | 24      | 18      | 12      | 15      | 11      | 18      | 14      | 8       | 5       | 4       |
| DENK                                 | –       | –       | –       | –       | –       | –       | –       | –       | –       | 4       | 4       |
| Volt                                 | –       | –       | –       | –       | –       | –       | –       | –       | –       | –       | 2       |
| PvdD                                 | –       | –       | –       | –       | –       | –       | –       | –       | 1       | 1       | 2       |
| BIJ1                                 | –       | –       | –       | –       | –       | –       | –       | –       | –       | –       | 2       |
| 50PLUS                               | –       | –       | –       | –       | –       | –       | –       | –       | –       | 1       | 1       |
| ChristenUnie                         | –       | –       | –       | –       | –       | 1       | 1       | 1       | 1       | 1       | 1       |
| SGP                                  | 1       | 1       | 1       | 1       | 1       | 1       | 1       | 1       | 1       | 1       | —       |
| GPV                                  | 1       | 1       | 1       | 1       | 1       | –       | –       | –       | –       | –       | –       |
| RPF                                  | 1       | 1       | 1       | 1       | 1       | –       | –       | –       | –       | –       | –       |
| SP                                   | 0       | 0       | 0       | 1       | 4       | 1       | 3       | 2       | 5       | 2       | 1       |
| CDA                                  | 8       | 8       | 10      | 6       | 6       | 5       | 3       | 3       | 3       | 2       | 1       |
| FvD                                  | –       | –       | –       | –       | –       | –       | –       | –       | –       | –       | 1       |
| NIDA                                 | –       | –       | –       | –       | –       | –       | –       | –       | 2       | 2       | –       |
| PVV                                  | –       | –       | –       | –       | –       | –       | –       | –       | –       | 1       | –       |
| Stadspartij Rotterdam                | –       | –       | –       | 2       | 2       | 1       | 0       | –       | –       | –       | –       |
| Unie 55+                             | –       | –       | –       | –       | 1       | –       | –       | –       | –       | –       | –       |
| Centrum Democraten                   | –       | 0       | 1       | 5       | 0       | –       | –       | –       | –       | –       | –       |
| Centrumpartij ’86                    | –       | –       | 1       | 1       | 0       | –       | –       | –       | –       | –       | –       |
| Solidair ’93                         | –       | –       | –       | 1       | 0       | –       | –       | –       | –       | –       | –       |
| Links Rotterdam                      | –       | 2       | –       | –       | –       | –       | –       | –       | –       | –       | –       |
| Centrumpartij                        | 0       | 1       | –       | –       | –       | –       | –       | –       | –       | –       | –       |
| PSP                                  | 2       | –       | –       | –       | –       | –       | –       | –       | –       | –       | –       |
| PPR                                  | 2       | –       | –       | –       | –       | –       | –       | –       | –       | –       | –       |
| CPN                                  | 2       | –       | –       | –       | –       | –       | –       | –       | –       | –       | –       |
| Gesamt                               | 45      | 45      | 45      | 45      | 45      | 45      | 45      | 45      | 45      | 45      | 45      |

Anmerkungen

### Bürgermeister
Seit dem 10. Oktober 2024 ist Carola Schouten (ChristenUnie) amtierende Bürgermeisterin der Gemeinde.

### Kollegium von Bürgermeister und Beigeordneten

#### Zeitraum 2018–2022
Für den Zeitraum 2018–2022 sind folgende zehn Beigeordnete ernannt worden:
| Stadtrat         | Partei | Geschäftsbereich                                           | Bemerkungen              |
| ---------------- | ------ | ---------------------------------------------------------- | ------------------------ |
| Bert Wijbenga    | VVD    | Durchsetzung, Lebensumfeld, Integration, Gesellschaft      | Erster Vizebürgermeister |
| Bas Kurvers      | VVD    | Bauen, Wohnen, Energiewende bebaute Umgebung               |                          |
| Adriaan Visser   | D66    | Finanzen, Organisation, Hafen, große Projekte              | Bis zum 5. Februar 2019  |
| Said Kasmi       | D66    | Bildung, Kultur, Tourismus                                 |                          |
| Judith Bokhove   | GL     | Mobilität, Jugend, Sprache                                 |                          |
| Arno Bonte       | GL     | Nachhaltigkeit, Luftqualität, Energiewende                 |                          |
| Barbara Kathmann | PvdA   | Wirtschaft, Bezirke, kleine Kerne                          |                          |
| Richard Moti     | PvdA   | Arbeit, Einkommen, Rotterdam-Süd                           |                          |
| Sven de Langen   | CDA    | Volksgesundheit, Pflege, Älteren, Sport                    |                          |
| Michiel Grauss   | CU-SGP | Verringerung der Armut, Schulden Ansatz, informelle Pflege |                          |

#### Zeitraum 2014–2018
Zu dieser Zeit zählte die Gemeinde sechs Stadträte:
| Stadtrat              | Partei             | Geschäftsbereich                                           | Bemerkungen              |
| --------------------- | ------------------ | ---------------------------------------------------------- | ------------------------ |
| Joost Eerdmans        | Leefbaar Rotterdam | Sicherheit, Durchsetzung, Lebensumfeld                     |                          |
| Maarten Struijvenberg | Leefbaar Rotterdam | Arbeit, Wirtschaft                                         |                          |
| Robert Simons         | Leefbaar Rotterdam | Stadtentwicklung, Integration                              |                          |
| Pex Langenberg        | D66                | Nachhaltigkeit, Mobilität, Hafen, Verwaltung, Organisation | Bis zum 22. Februar 2018 |
| Adriaan Visser        | D66                | Finanzen, Kultur, Sport                                    |                          |
| Sven de Langen        | CDA                | Bildung, Jugend, Pflege                                    |                          |

#### Gemeindesekretär
Das Amt des Gemeindesekretärs wird seit dem 10. Oktober 2018 von Vincent Roozen ausgeübt.

## Partnerstädte
Während im deutschsprachigen Sprachraum kein Unterschied zwischen Partner- und Schwesterstädten getroffen wird, unterscheidet die Stadt Rotterdam zwischen den beiden Kategorien. Darüber hinaus bestehen zu vier sogenannten 'Schwesterhafenstädten' engere Beziehungen. 2008/09 wurde entschieden, dass die Partner- und Schwesterstädte keine Priorität in den internationalen Beziehungen haben und diese stattdessen zu weniger Städten intensiviert werden sollen.
Partnerstädte
- Antwerpen, Belgien, seit 1940
- Basel, Schweiz, seit 1945
- Bratislava, Slowakei, seit 1991
- Budapest, Ungarn, seit 1991
- Duisburg, Deutschland, seit 1950
- Durban, Südafrika, seit 1991
- Kingston upon Hull, Vereinigtes Königreich, seit 1936
- Jakarta, Indonesien, seit 1983
- Osaka (Präfektur), Japan, seit 1984
- Oslo, Norwegen, seit 1945
- Prag, Tschechien, seit 1991
- Nador, Marokko

Schwesterstädte
- Baltimore, Vereinigte Staaten, seit 1985
- Burgas, Bulgarien, seit 1976
- Constanța, Rumänien, seit 1976
- Dresden, Deutschland, seit 1988
- Esch an der Alzette, Luxemburg, seit 1958
- Danzig, Polen, seit 1977
- Havanna, Kuba, seit 1983
- Köln, Deutschland, seit 1958
- Lille, Frankreich, seit 1958
- Lüttich, Belgien, seit 1958
- Shanghai, Volksrepublik China, seit 1979
- Sankt Petersburg, Russland, seit 1984
- Turin, Italien, seit 1958

Schwesterhäfen
- Busan, Südkorea, seit 1987
- Kōbe, Japan, seit 1967
- Seattle, USA, seit 1969
- Tokio, Japan, seit 1989

Ehemalige Partnerstädte
- Istanbul, Türkei von 2005 bis 15. März 2017, einseitig von der Istanbuler Stadtverwaltung aufgekündigt.[45]